# Galice
Ne pas confondre avec la région polono-ukrainienne de Galicie.
Pour les articles homonymes, voir Galice (homonymie).
La Galice (en galicien : Galicia ou Galiza ; en espagnol : Galicia) est une communauté autonome avec un statut de nation historique (en galicien : nacionalidade histórica), située à l'extrémité nord-ouest de l'Espagne. Elle est entourée par la principauté des Asturies, la Castille-et-León, le Portugal, l'océan Atlantique et la mer Cantabrique. Elle recouvre une superficie de 29 574 km2 et sa population est estimée à 2 701 818 habitants en 2020.
La Galice se compose de quatre provinces : La Corogne, Lugo, Ourense et Pontevedra.
Saint-Jacques-de-Compostelle (Santiago de Compostela), cinquième ville galicienne par sa population, située dans la province de La Corogne, est la capitale politique de la communauté autonome, sans être celle de la province, ce qu'est La Corogne.
Les langues officielles sont le galicien et l'espagnol.

## Étymologie
La majorité des auteurs semblent s’accorder pour voir dans le nom du peuple éponyme Callaeci / Gallaeci, d’où est issu le nom du pays Callaecia > Gallaecia > Galicia, un nom proto-indo-européen. Le nom des Callaici / Callaeci, en grec ancien Καλλαϊκoί (Kallaïkoí) (Appien, Histoire romaine - Tome II, Livre VI
L'Ibérique, 70 et Strabon, Géographie, III, 3, 2).
Il s’analyse d’ordinaire en un radical call(a)- + un suffixe -aici + la désinence -us ou kall(a)- + -aiko-, avec suffixe *-aiko-. Ce suffixe indigène du nord-ouest hispanique avait pour fonction de transformer des noms de lieux (propres ou communs) en formes adjectivales, c’est-à-dire qu’il avait grosso modo la même valeur que le suffixe latin -ensi-. Le nom de peuple Kallaikoi serait un dérivé du terme pré-indo-européen *kalla- ou *cal-, sa signification serait alors celle de « montagnard, habitant des hauteurs, des montagnes ». Cette étymologie semble confortée par les propres dires de Strabon (Géographie, III, 3, 2), lorsqu’il mentionne les Callaïques, qui occupent une grande partie de la région montagneuse,.

## Histoire

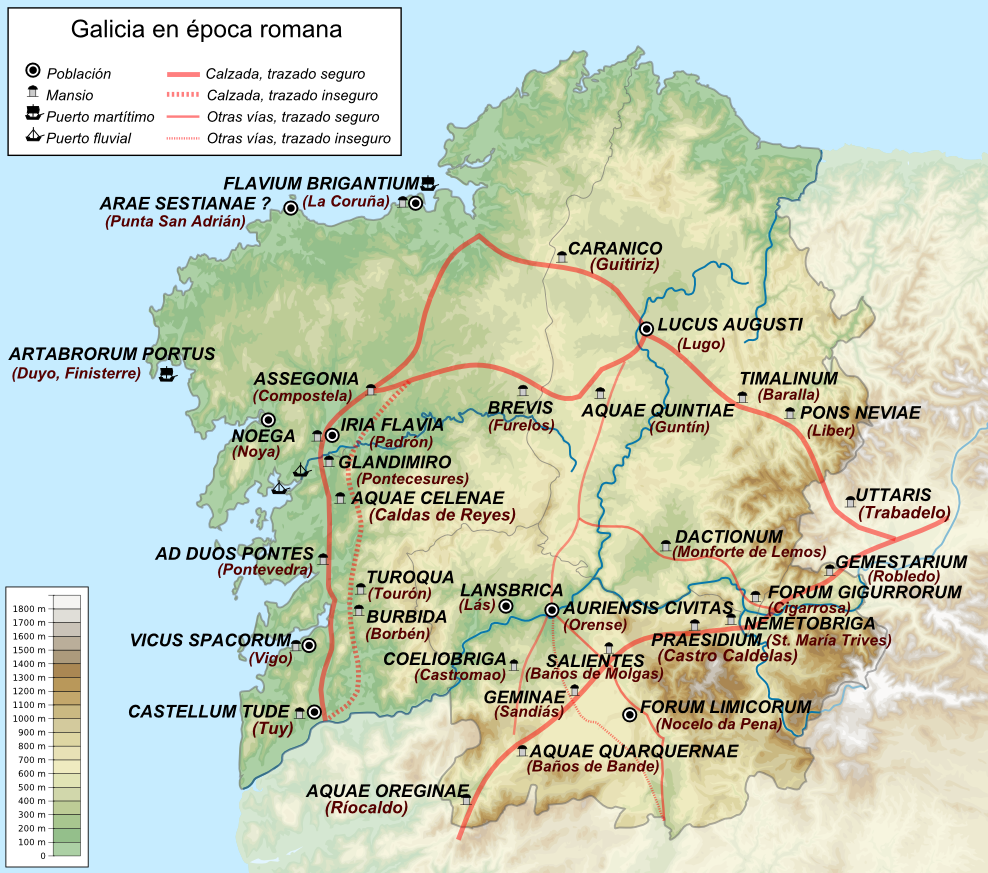
Implantations romaines en Galice.

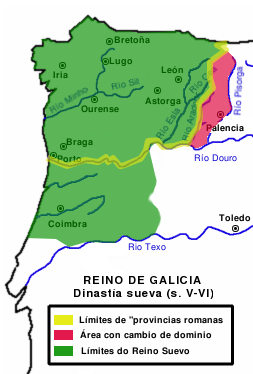
Le royaume suève
Dynastie suèvevert pré : limites de la province romaine
rose : région ayant changé d'autorité
vert : limites du royaume des Suèves.

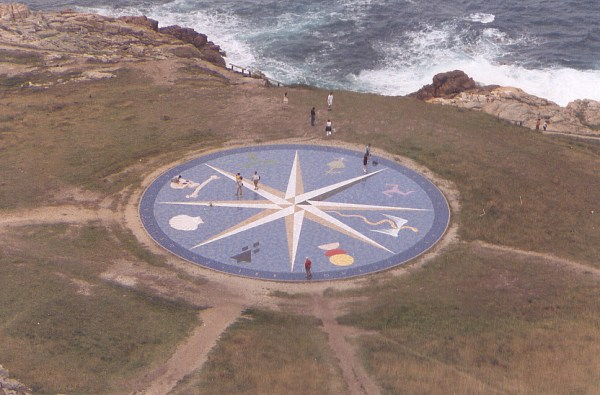
Rose des vents représentant les différents peuples celtes, au pied de la tour d'Hercule (La Corogne).

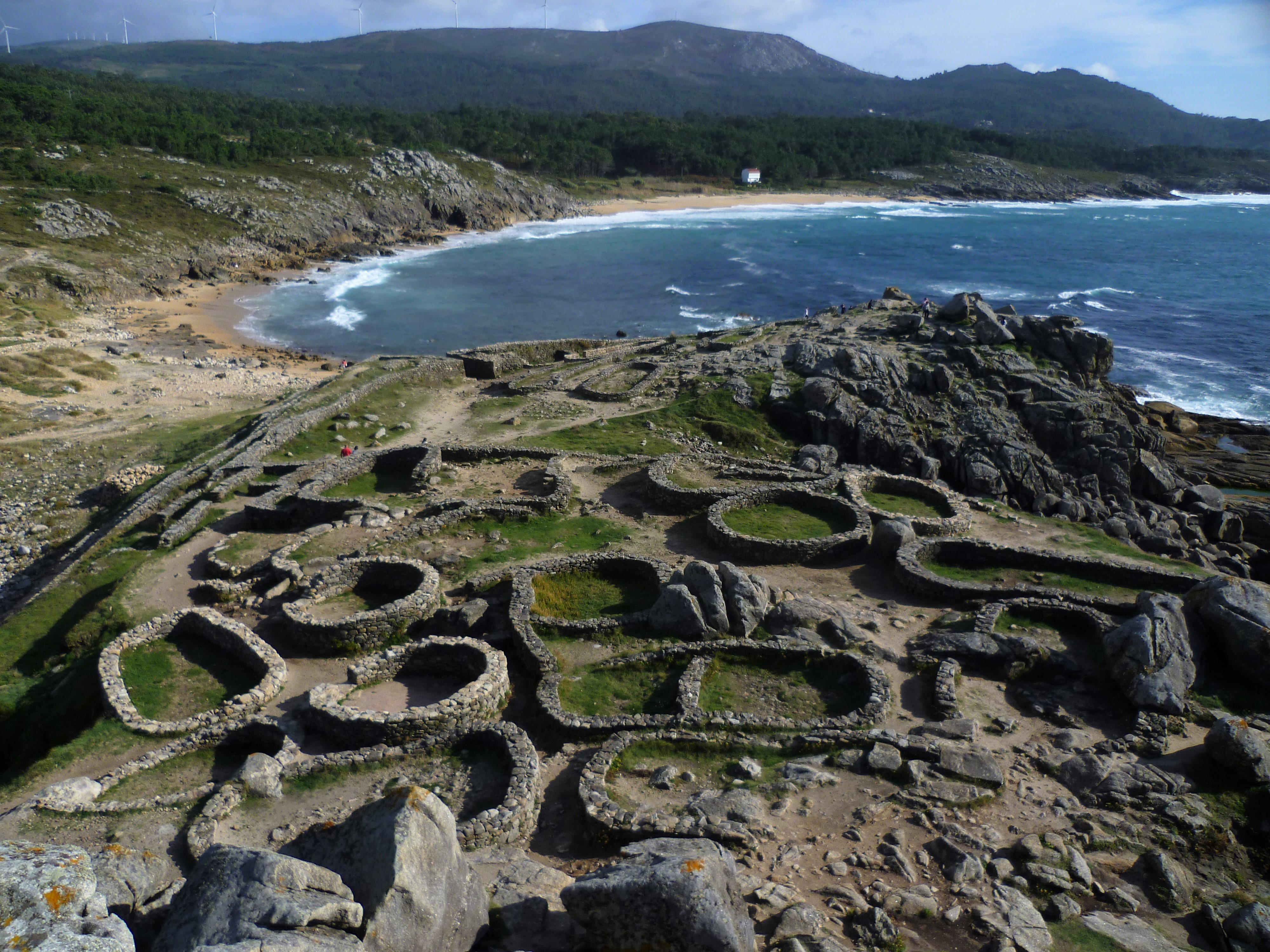
Un castro, village en pierre sèche de la préhistoire galicienne (Castro de Baroña).

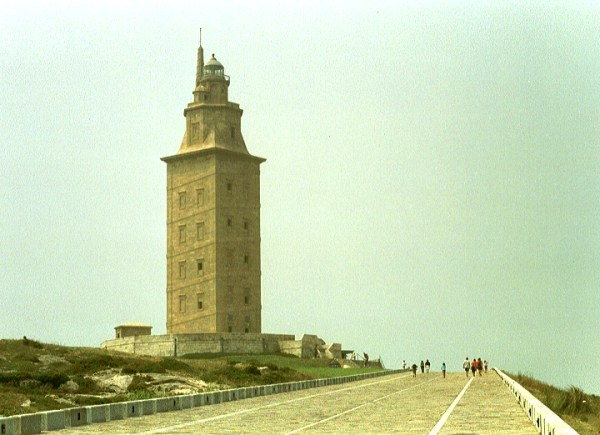
La Torre de Hércules (la tour d'Hercule), dernier phare romain en fonctionnement (à La Corogne).

La Galice doit donc son nom aux Callaeci, nom donné par les auteurs anciens aux peuples de cette région (en fait d'une zone allant jusqu'au fleuve Douro). La Gallaecia devient une province romaine dotée d'une certaine autonomie avec ses propres capitales (Braga, Lugo et Astorga).
La conquête romaine (de 137 à 22 avant Jésus-Christ), motivée par la richesse en minerais, a créé, au fil des siècles, une culture où les éléments indigènes se sont manifestés avec une force croissante. Les voies romaines, les ponts (Bibei, Ourense), les murailles (Lugo) et les exploitations agricoles autour des villae changent peu à peu l'image du pays.
L'influence la plus durable laissée par les Romains demeure la langue galicienne qui se développe à partir du latin vulgaire parlé dans cette région.

### Les royaumes suève et wisigoth
Au cours des dernières décennies de l'empire romain d'Occident, au début des grandes invasions germaniques, les Suèves, un peuple établi entre le Rhin et le Danube, arrivent dans la péninsule ibérique en 409 avec d'autres tribus germaniques. Le royaume suève dure presque deux siècles (409-585) avant d'être intégré au royaume wisigoth.
Le christianisme change progressivement la religiosité populaire, même si celle-ci subsiste à travers des mythes, des rites et des symbolismes particulièrement riches. Au IVe siècle, les premiers sièges épiscopaux font leur apparition, les doctrines priscillianistes ayant un singulier succès dans le monde rural. Priscillien finit par être exécuté, accusé de magie et d'orgies sexuelles, mais il fut considéré dans la Gallaecia comme un martyr, à un tel point que les évêques galiciens, au cours du synode de Tolède de 396, refusèrent de considérer les priscillianistes comme des martyrs.
En 425-426, les Vandales, un autre peuple germanique, refoulent les Suèves et s'établissent également en Galice. Après une époque initiale de conflits, Galiciens, Suèves et Vandales s'allient et fondent un royaume qui dure un siècle et demi. Puis, le roi wisigoth Léovigild annexe, en 585, le royaume suève de Galice, qui devint alors une unité administrative du royaume wisigoth. Au cours des quelques siècles qui suivirent, les divers peuples composant la Galice, c'est-à-dire les Galéïco-Romains, les Suèves, les Vandales, et les Wisigoths, s'intégrèrent socialement et linguistiquement, puis fortifièrent leur royaume. Ce fut une époque d'âge d'or pour la Galice qui s'étendit sur presque toute la côte ouest de la péninsule (le Nord du Portugal actuel). En 711, les Berbères mirent fin à la domination wisigothe sur l'ensemble de la péninsule Ibérique, mais l'influence berbère demeura toujours faible en Galice.

### Royaume de Galice
Le royaume de Galice a été une entité politique (Ve siècle – 1833) du sud-ouest de l'Europe et du nord-ouest de la péninsule Ibérique. Héritier du royaume suève, lui-même né de l'ancienne province romaine Gallaecia, le royaume de Galice est considéré comme le noyau d'origine des royaumes chrétiens nés dans le nord de la péninsule Ibérique au fur et à mesure de la Reconquista. Jusqu'au XIIIe siècle, le royaume est au centre du pouvoir des royaumes chrétiens, seul pour commencer puis au sein de l'ensemble formé par la Galice et le royaume de León.
Au XIIe siècle, la Galice connaît un premier affaiblissement avec la sécession du sud du royaume qui devient le royaume de Portugal. La montée en puissance du royaume de Castille, à l'origine simple comté du royaume, qui va de pair avec ses conquêtes territoriales sur Al-Andalus, dilue progressivement la Galice au sein de la Couronne.
L'arrivée des rois catholiques sur le trône sonne le glas de l'indépendance politique et administrative du royaume, qui continue néanmoins d'exister jusqu'à sa disparition en 1833, sous la régence de Marie-Christine de Bourbon.

### Le pèlerinage de Compostelle

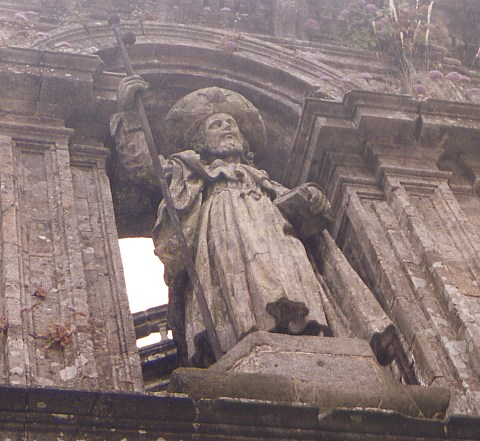
Saint Jacques, portant ses coquillages caractéristiques.

Le pèlerinage de Saint-Jacques-de-Compostelle ou pèlerinage de Compostelle est un pèlerinage catholique, dont le but est d'atteindre le tombeau légendaire de l'apôtre saint Jacques le Majeur, situé dans la crypte de la cathédrale de Saint-Jacques-de-Compostelle en Galice.
Mis en place après la découverte du tombeau supposé de saint Jacques au début du IXe siècle, le pèlerinage de Compostelle devient à partir du XIe siècle un grand pèlerinage de la chrétienté médiévale. Mais c'est seulement après la prise de Grenade en 1492, sous le règne de Ferdinand d'Aragon et d'Isabelle la Catholique, que le pape Alexandre VI déclare officiellement Saint-Jacques-de-Compostelle lieu d'un des « trois grands pèlerinages de la chrétienté », avec ceux de Jérusalem et de Rome.
Récemment, l'interprétation du sanctuaire catholique subit une évolution doctrinale : le mot « tombeau » a disparu des discours des deux derniers papes. Jean-Paul II parlant du « mémorial de saint Jacques », sans utiliser le mot « reliques » et Benoît XVI disant simplement que la cathédrale de Compostelle « est liée à la mémoire de saint Jacques ».

## Géographie

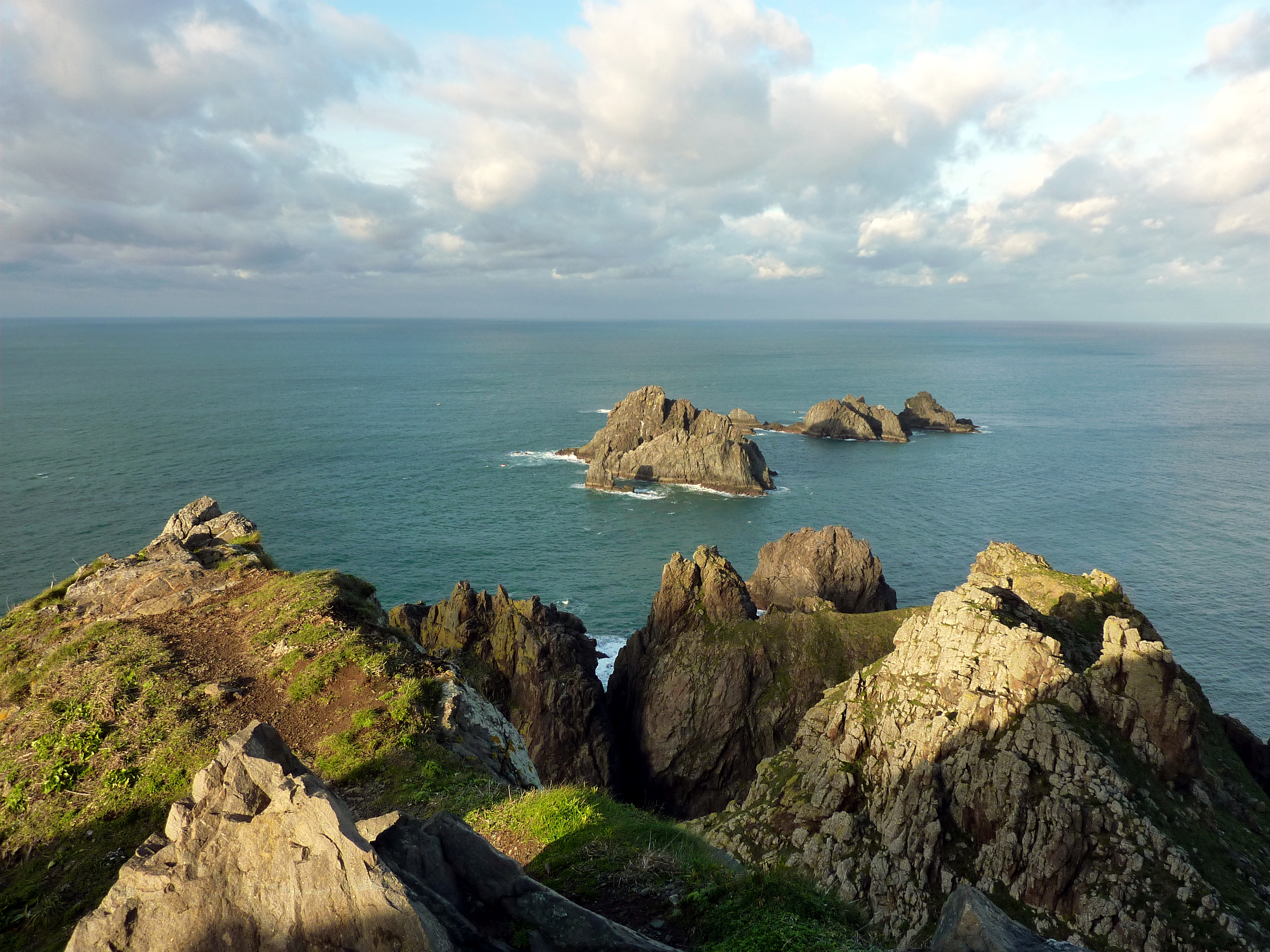
Cap Ortegal.

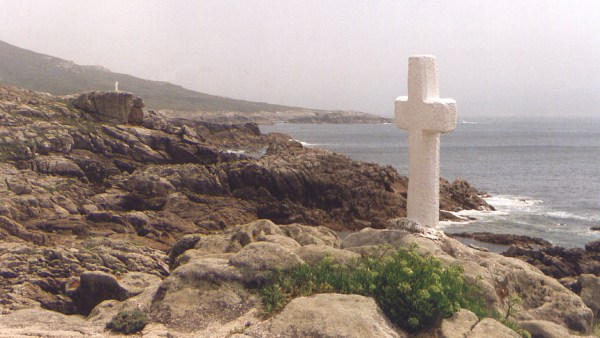
Costa da Morte.

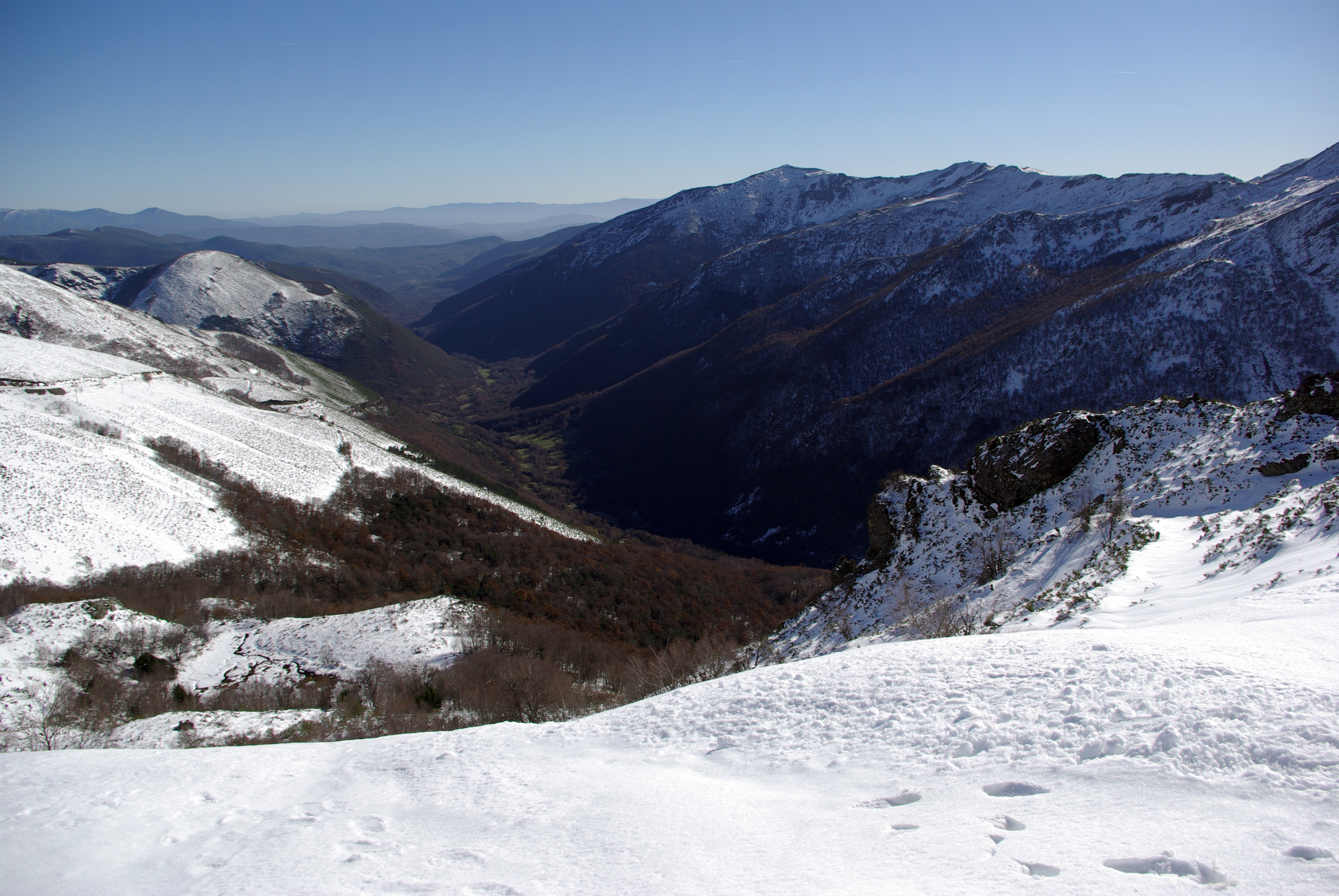
Massif d'Ancares.

### Données générales
La Galice couvre une superficie de 29 574 km2. À l'époque romaine la Galice disposait d'importantes ressources minières : de l'or, de l'argent et de l'étain.
La Galice est une zone géographique limitée au nord et à l'ouest par l'océan Atlantique, à l'est par la fin de la chaîne montagneuse de la côte cantabrique (Os Ancares), et au sud-ouest par le fleuve Miño, dont la fin du parcours marque la  frontière avec le Portugal. C'est une région verte, au climat océanique, balayée par les vents, rappelant le Nord-Ouest de l'Europe.
C'est la dislocation de son socle ancien, lors de la formation de la chaîne pyrénéo-cantabrique au tertiaire qui lui a donné son aspect physique actuel. Dans l'Est, à la frontière des Asturies et du León, de hauts massifs culminent à la Peña Trevinca (2 124 mètres). Dans le Nord et dans l'Ouest, les plateaux s'étagent entre 200 et 600 mètres d'altitude et contrastent dans le Sud avec la vallée encaissée du Miño et les gorges du Sil. Le soulèvement du socle granitique et schisteux a par ailleurs entraîné la formation de paysages littoraux caractéristiques : les rias, Rías Baixas dans le Sud-Ouest et les Rías Altas dans le Nord, sortes d'abers qui dentellent les côtes, et des falaises impressionnantes, telles celles du cap Ortegal.
La nation galicienne est divisée en quatre provinces, cinquante-trois comarques, trois cent seize concellos (communes), 3 847 paroisses et 31 855 lieux-dits, lugares en galicien, (la moitié de toute l'Espagne qui en compte 63 613) ou aldeas (hameaux). Mais la paroisse est pour le galicien, la référence absolue ; Il est commun, si vous demandez à un Galicien d'où il vient, qu'il vous réponde par le nom de sa paroisse.[réf. nécessaire]
L'origine de ces paroisses est due aux Suèves, peuple germanique qui fonda un des premiers royaumes chrétiens d'Europe vers 410. Un document de l'an 569 atteste cette organisation administrative, le Parochiale Suevorum.

### Villes de Galice
Lorsqu'il est différent du nom castillan, le nom galicien est la forme officielle des toponymes de Galice (cf. ISO 3166).

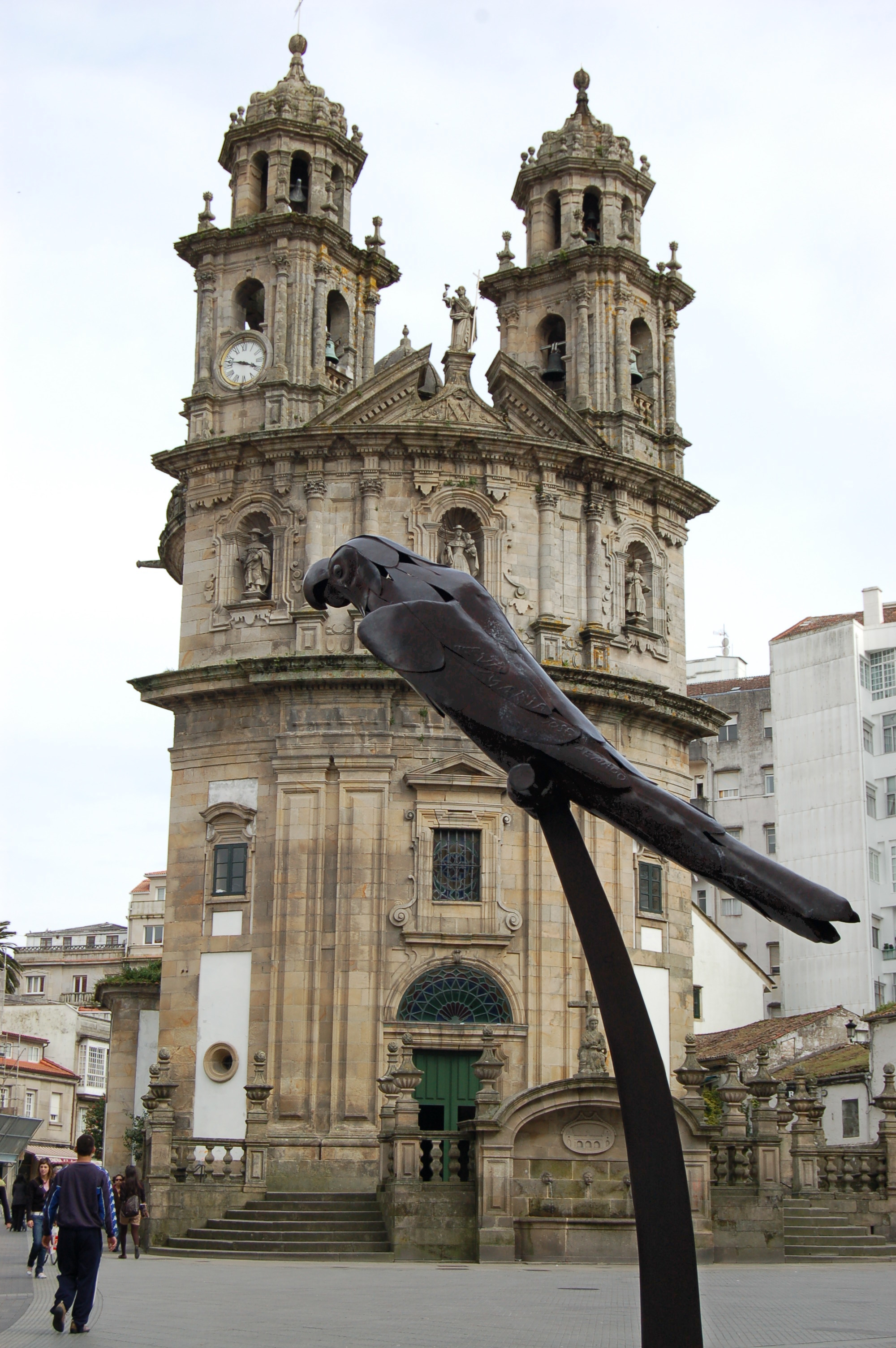
Église arrondie de la Vierge Pèlerine à Pontevedra (au plan en forme de coquille Saint-Jacques) et perroquet Ravachol.

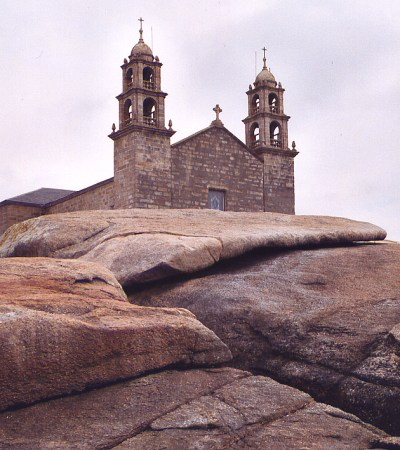
Nosa Señora da Barca.

La Galice se caractérise, à la différence d'autres régions espagnoles, par l'absence d'une métropole dominant le territoire. En effet, le maillage urbain est constitué de 7 villes principales et d'autres petites villes dont les communes ont le nombre d'habitants suivants :

#### Principales villes de Galice
- Vigo (292 817 habitants, ville de la province de Pontevedra. Commune la plus peuplée de Galice).
- La Corogne (245 468 habitants, chef-lieu de province)
- Orense (104 596 habitants, chef-lieu de province).
- Lugo (97 613 habitants, chef-lieu de province).
- Saint-Jacques-de-Compostelle (95 671 habitants, capitale politique, appartenant à la province de La Corogne).
- Pontevedra (83 260 habitants, chef-lieu de province).
- Ferrol (64 785 habitants, ville navale de la province de La Corogne).

Les quatre capitales provinciales ou chefs-lieux de province ont donné le nom aux quatre provinces galiciennes: La Corogne, Pontevedra, Orense et Lugo. En dehors de ces quatre villes on trouve deux autres villes dans la province de La Corogne: Ferrol et Saint-Jacques-de-Compostelle, et une autre ville dans la province de Pontevedra : Vigo.

Les quatre capitales galiciennes
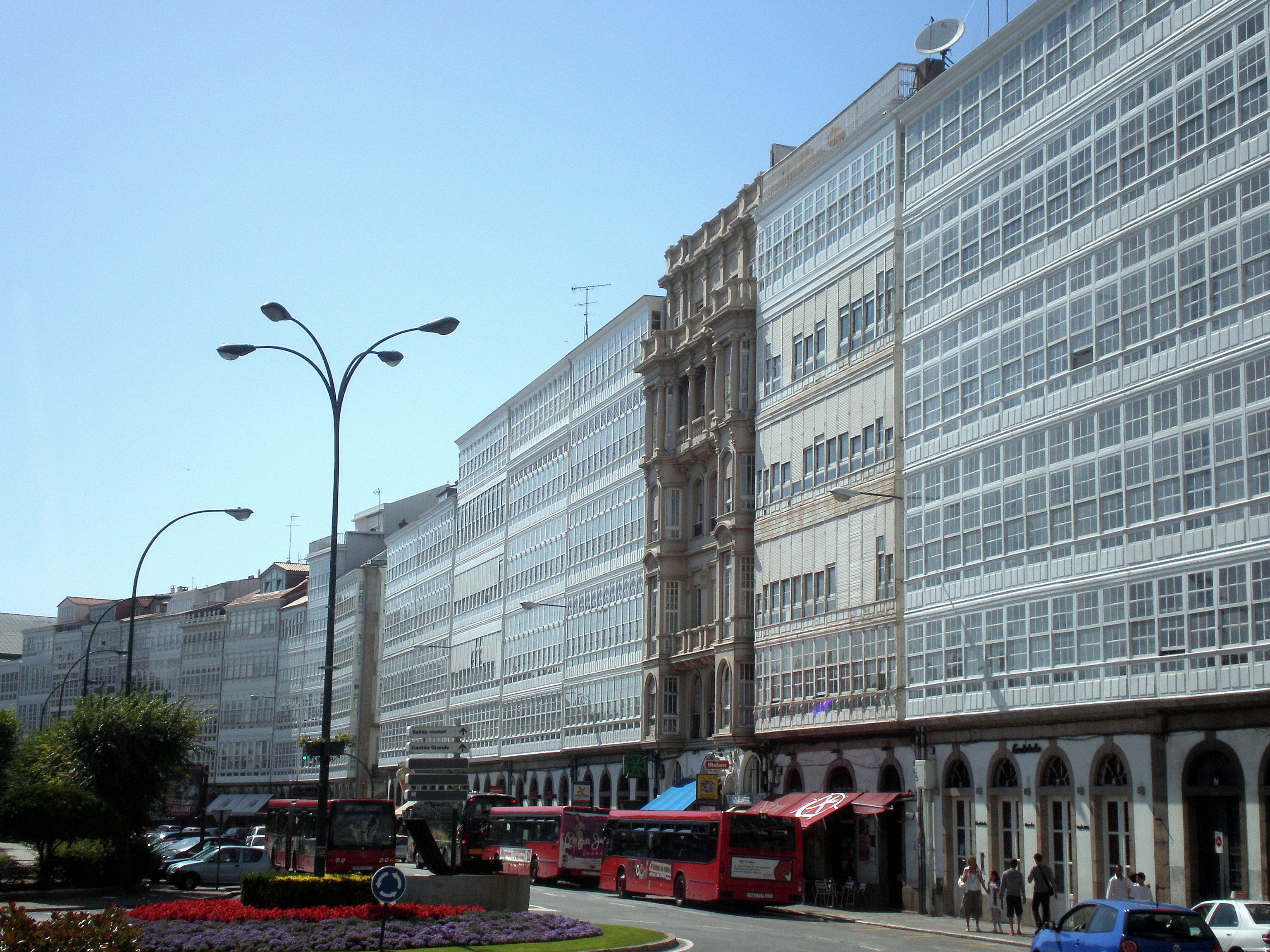
A Coruña
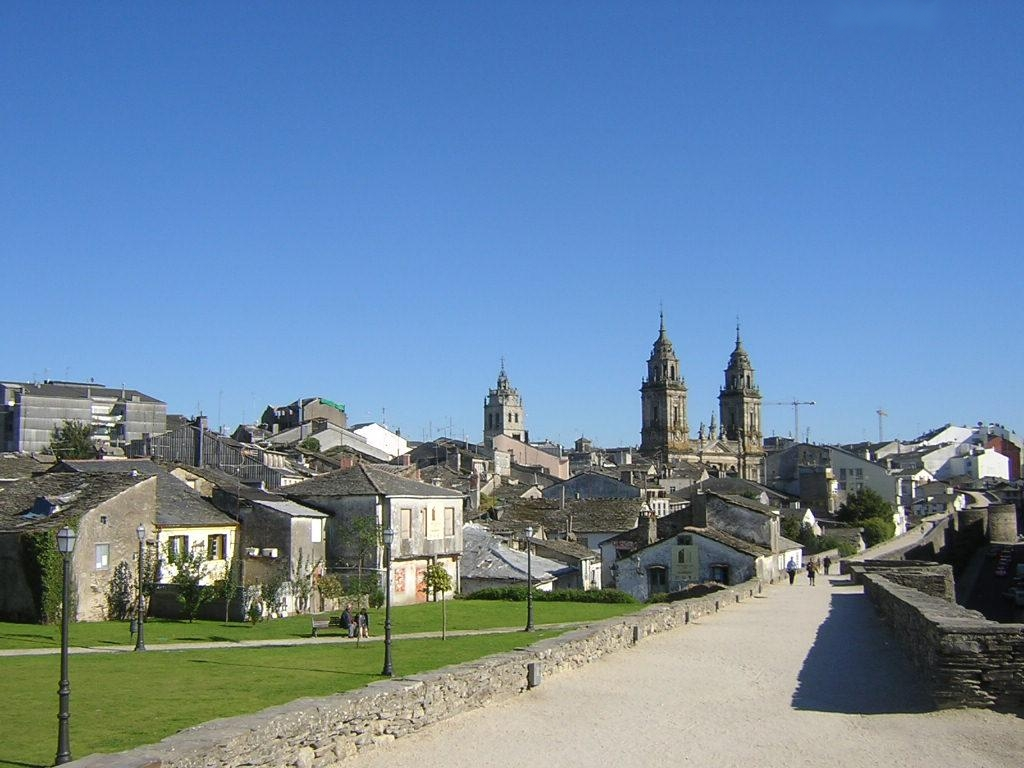
Lugo
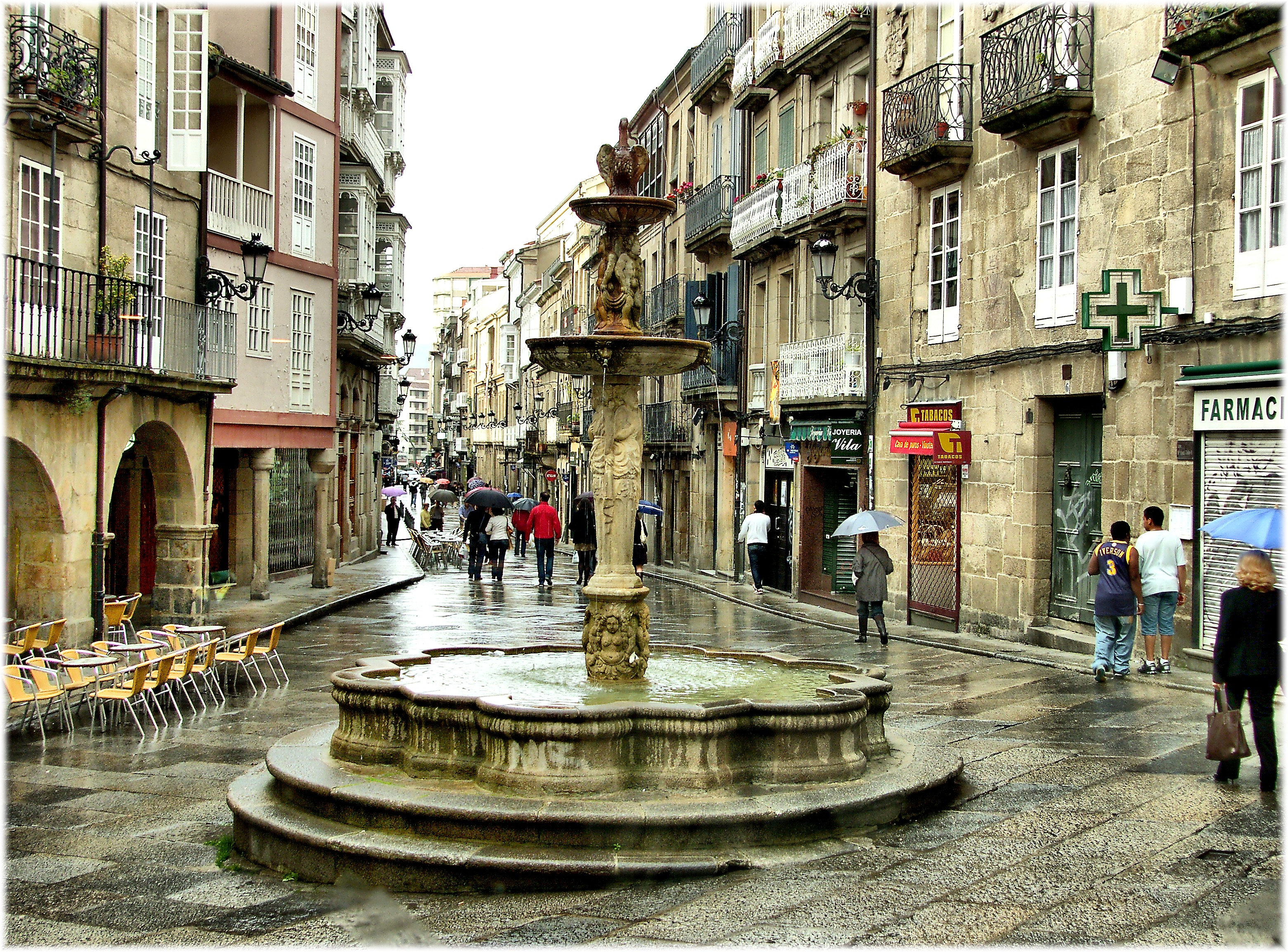
Ourense
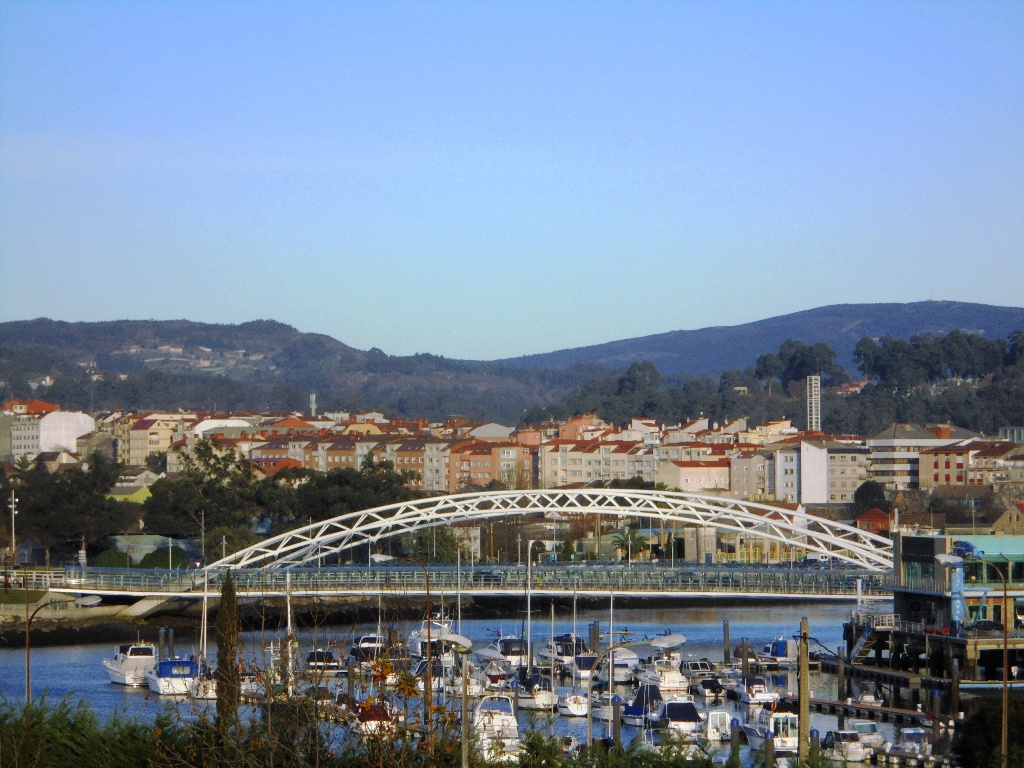
Pontevedra

#### Petites villes de Galice
- Narón (39 000 habitants)
- Vilagarcía de Arousa (37 000 habitants)
- Oleiros (37 000 habitants)
- Arteixo (32 300 habitants)
- Carballo (31 400 habitants)
- Culleredo (30 400 habitants)
- Redondela (29 000 habitants)
- Ribeira (26 800 habitants)
- Marín (24 300 habitants)
- Lalín (20 000 habitants)
- Monforte de Lemos (20 000 habitants)
- Sanxenxo (18 000 habitants)
- Poio (17 000 habitants)
- Viveiro (16 000 habitants)
- Tui (15 000 habitants)
- Vilalba (15 000 habitants)
- O Barco de Valdeorras (14 000 habitants)
- O Carballiño (14 000 habitants)
- Verín (14 000 habitants)
- Betanzos (13 000 habitants)
- Baiona (11 000 habitants)
- As Pontes de García Rodríguez (11 000 habitants)
- O Grove (11 000 habitants)
- Burela (10 000 habitants)
- Xinzo de Limia (10 000 habitants)
- Barbadás (10 000 habitants)

## Politique et administration

### Communauté autonome

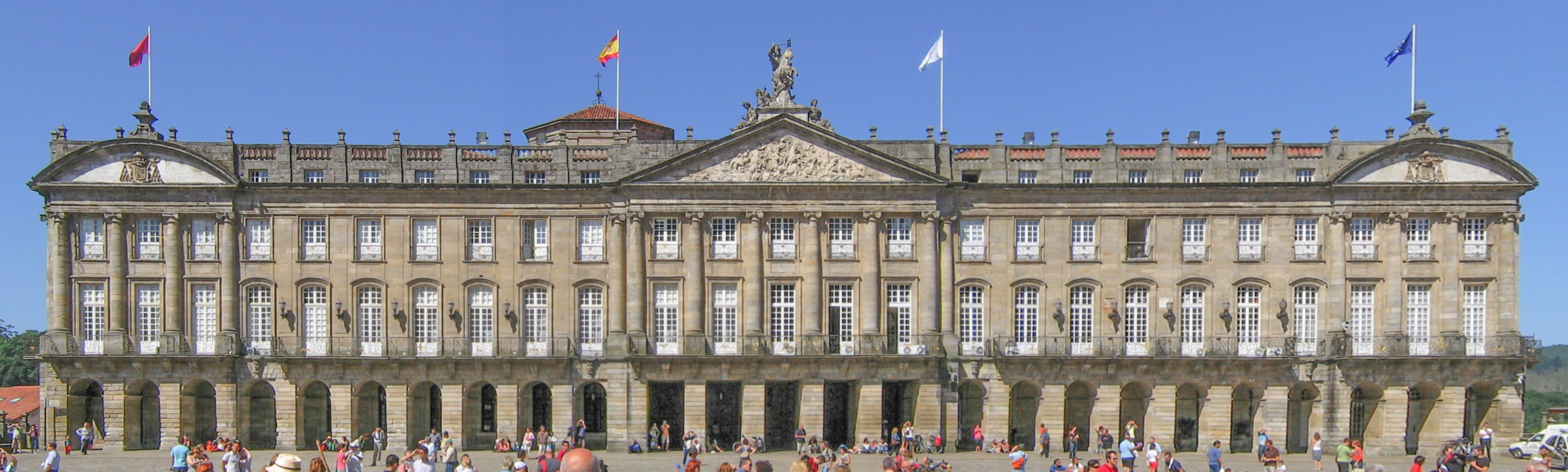
O Pazo de Raxoi, siège de la municipalité de Saint-Jacques-de-Compostelle.

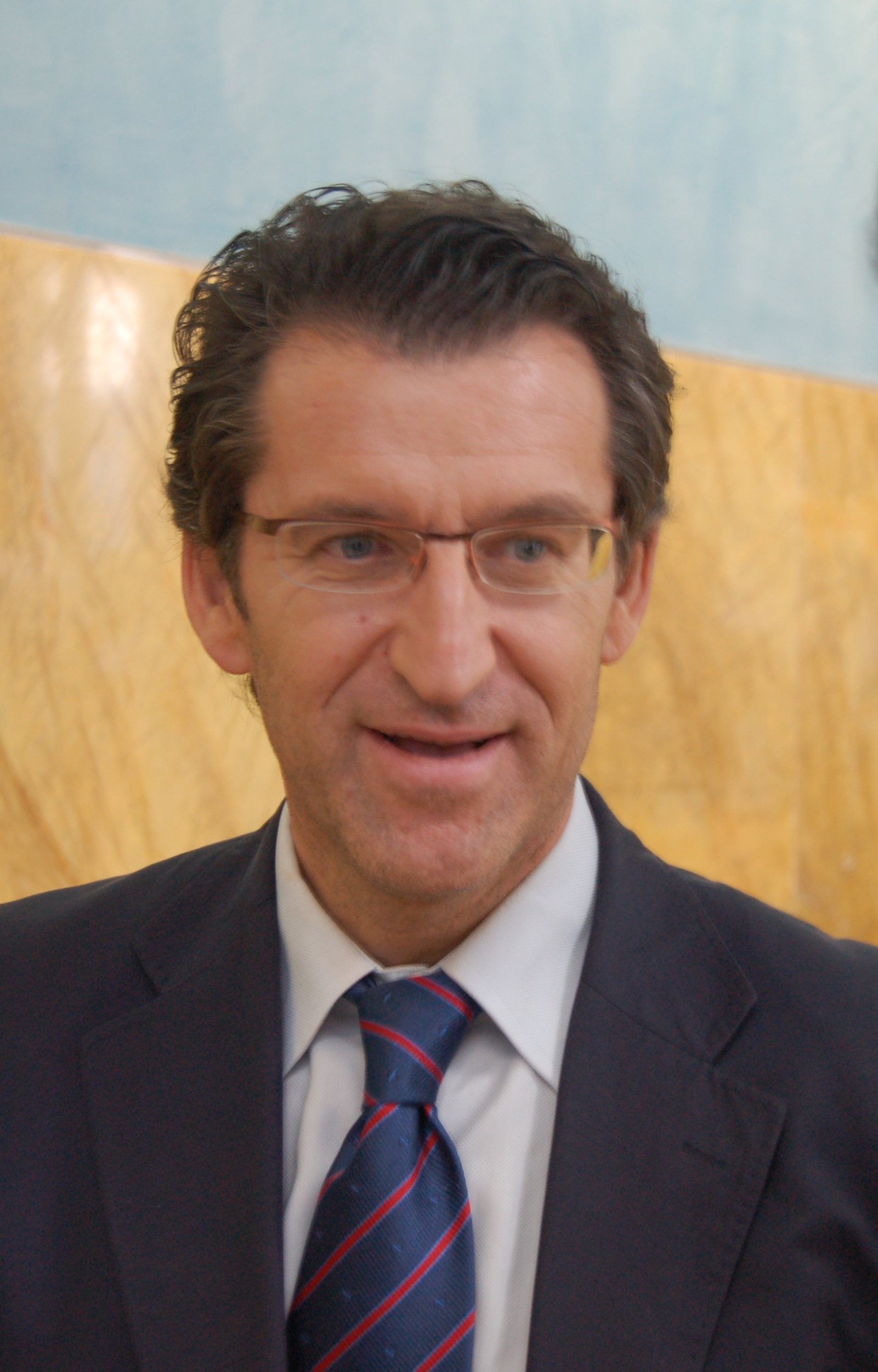
Alberto Núñez Feijóo, président de la junte de Galice de 2009 à 2022.

En tant que communauté autonome du royaume d'Espagne, la Galice exerce les compétences et les pouvoirs qui lui sont dévolus par son statut d'autonomie dans le cadre de la constitution de l'État espagnol.
Le pouvoir exécutif est exercé par la Junte de Galice, à la tête de laquelle se trouve le président de la Galice.
Le Parlement de Galice exerce le pouvoir législatif. Il se compose de 75 députés élus tous les quatre ans.
La politique locale est largement dominée par le Parti populaire. Manuel Fraga, grande figure de la droite espagnole, ancien ministre de Franco et l'un des rédacteurs de la Constitution de 1978, dirige le gouvernement galicien de 1990 à juillet 2005.
Après quatre années de gouvernement de coalition entre le Parti des socialistes de Galice-PSOE et le Bloc nationaliste galicien, les élections du 1er mars 2009 permettent le retour au pouvoir du Parti populaire. Le socialiste Emilio Pérez Touriño, président de la Galice depuis juillet 2005, doit alors céder sa place à Alberto Núñez Feijóo. Ce dernier est reconduit à la suite des élections anticipées du 21 octobre 2012 à l'issue desquelles le PP conserve sa majorité absolue. Il l'emporte de nouveau lors des élections du 25 septembre 2016. Devenu président national de son parti, il est remplacé en mai 2022 par son vice-président Alfonso Rueda.
Le Journal officiel de Galice (DOG) est le journal officiel de la Communauté autonome de Galice, où sont publiés officiellement les règlements juridiques et autres actes de l'administration et du gouvernement galiciens afin qu'ils aient les effets juridiques correspondants.

## Économie
Le textile, la pêche, l'élevage, l'exploitation forestière, la grande distribution et la construction automobile sont les secteurs les plus dynamiques de l'économie galicienne.
La province de La Corogne génère 70 % de la richesse de la Galice, étant le premier agent économique de la région. Inditex à La Corogne (Inditex, Industrias de Diseño Textil, S.A., ou Textil Design Industries, Inc.) est le groupe d'entreprises le plus important de Galice et le premier groupe de confection textile mondial juste devant l'Américain GAP. Le groupe comprend plus d'une centaine d'entreprises ainsi que plus de 4 200 boutiques réparties dans 73 pays. Son siège social est situé à Arteixo. C'est là que la plupart des confections des marques appartenant à Inditex sont fabriquées (Zara et Zara Home, Pull and Bear, Massimo Dutti, Bershka, Stradivarius, Oysho, Kiddy's class, Lefties et Uterquë).
Avec un nombre élevé de centrales de production électrique au charbon, hydroélectriques et éoliennes, la génération électrique nette de la Galice en 2005 était de 25,097 GWh, ce qui représente 9,33 % de la production totale de l'Espagne. Avec la fermeture des centrales à charbon et la grande augmentation de la production renouvelable, cette production s'élève en 2023 à 23 872GWh, environ 9% de la production nationale. La demande électrique dans la communauté représente 5% de la consommation électrique espagnole, ce qui en fait une région exportatrice d'électricité.
Avec l'usine française PSA Peugeot-Citroën implantée en Galice, à Vigo, depuis les années 1960, de nombreux fournisseurs se sont installés dans la région. La Galice est donc devenue une des grandes régions de production automobile européenne. On peut noter qu'une majorité de la production de cette usine est exportée par voie maritime depuis le port de Bouzas. L'industrie a donc su profiter de la tradition maritime galicienne.
D'autres entreprises ayant un grand nombre de travailleurs et un chiffre d'affaires important sont San José, basée à Pontevedra, appartenant au secteur de la construction, et Gadisa et Vego, basées à La Corogne et Froiz, basée à Pontevedra, liées au secteur de la grande distribution.

## Climat et environnement

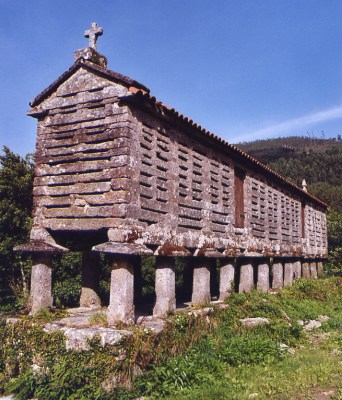
Un hórreo.

Malgré sa superficie limitée, la Galice compte trois zones climatiques relativement tranchées.
- Dans les rías altas, les températures sont agréables (moyenne de 14 °C), sans grandes variations entre minimums et maximums saisonniers ; on y compte cent cinquante jours de pluie (moyenne annuelle de 1 000 millimètres à La Corogne), mais plus de deux mille heures de soleil par an.
- Protégées du vent du nord, les Rias Baixas bénéficient d'un climat encore plus doux, mais les vents du sud-ouest y provoquent d'importantes précipitations tout au long de l'année (1 500 millimètres en moyenne), moins importantes cependant que celles enregistrées à Saint-Jacques-de-Compostelle (1 973 millimètres).
- Le climat de l'intérieur se caractérise par de forts contrastes de température (4,9 °C à Manzaneda durant les mois les plus froids, mais 31,8 °C de moyenne à A Rúa durant les mois les plus chauds) ; des précipitations beaucoup plus faibles (359 millimètres à Manzaneda) et des gelées hivernales marquées à Lugo et à Ourense.

Le 13 novembre 2002, le Prestige a fait naufrage à 270 km des côtes ; le fioul a atteint les plages galiciennes.
Durant l'été 2006, 175 486 hectares de végétation ont été détruits par des feux de forêt en Galice.
Il existe quelques espèces animales emblématiques, telle que la chèvre galicienne et le poney galicien.

## Langue et culture

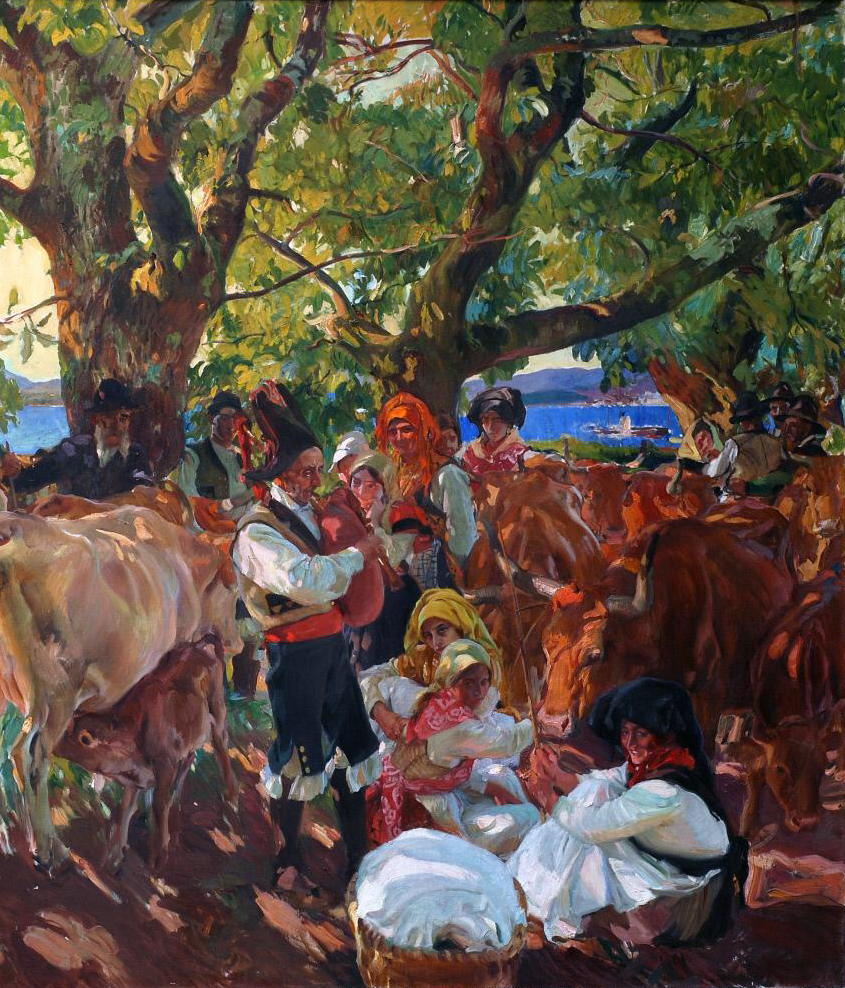
Vision d'Espagne: Galice
Joaquín Sorolla, 1915
The Hispanic Society of America, New York

### Langues pré-romanes
Les spécialistes connaissent peu de choses sur les langues parlées en Galice avant la conquête romaine. On y parlait vraisemblablement le lusitanien, une langue indo-européenne mal identifiée; une langue celtique hypothétique, le gallaïque; mais aussi sans doute une langue pré-basque non-indo-européenne. En ce qui concerne l'usage du celtique, la documentation est faible. On connaît grâce aux témoignages de Pomponius Mela et de Pline l'Ancien l'existence de populations non-celtiques et celtiques en Galice. Cependant, aucune inscription en langue celtique ancienne (hormis des mots et des courtes phrases au sein du latin) ne vient témoigner de son usage extensif dans la région, alors qu'on en trouve assez nombreuses inscriptions celtibèriques en Castille-et-León et en Aragon (aucune n'est d'ailleurs postérieure au Ier siècle avant J. C., alors que certaines inscriptions gauloises datent du IVe siècle après J. C.). C'est tout juste si quelques toponymes antiques (parfois conservés dans les noms de lieux modernes), quelques noms de personnages, des théonymes et des termes dialectaux, dont la plupart se retrouvent dans d'autres idiomes romans, rappellent la présence de ces peuples. Si une langue celtique a bien été parlée en Galice, son emploi a été limité et elle était en train de disparaître à l'époque de la conquête romaine. Cette remarque est d'ailleurs confortée par le fait que le galicien ne possède pas davantage de mots d'origine celtique que le castillan ou le catalan et moins que le français.

### Legalicien, une langue et une culture
Sur le plan linguistique, les Galiciens consolidèrent leur langue, le galicien (galego), qui se développa non seulement en Galice du Nord (l'actuelle Communauté autonome de Galice), mais aussi dans toute la Galice du Sud (le Nord du Portugal d'aujourd'hui). Durant tout le Moyen Âge, on parlait la même langue en Galice du Nord et en Galice du Sud. Le fleuve Miño, qui sépare la Galice du Nord et la Galice du Sud (Nord du Portugal), était au centre de l'aire de la langue commune galeïco-portugaise.
Langue romane, le galicien a avec le portugais un tronc commun, le galaïco-portugais issu du latin, au cours du Moyen Âge. Ce fait a motivé la création d'une riche littérature médiévale et a donné naissance aux deux langues actuelles : le galicien et le portugais, d'une assez forte ressemblance.
Un mouvement linguistique (le réintégrationnisme) soutient que le galicien et le portugais ne sont que deux variétés de la même langue galego-luso-brasileiro, et que l'actuelle séparation entre le portugais officiel et le galicien officiel n'est due qu'à la castillanisation normative du galicien (seule variété galaico-portugués s'écrivant avec une orthographe semblable à celle du castillan).
Le plus ancien document connu écrit en galicien a été récemment trouvé. Il date de l'année 1228, et s'appelle le Foro do bo burgo do Castro Caldelas. Il a été accordé par Alphonse IX, roi de León, en avril de cette année à la ville d'Ourense, d'Allariz.
Après la décadence culturelle de l'époque moderne, le galicien et sa littérature ont ressurgi  avec la renaissance du XIXe siècle, appelé le siècle du Rexurdimento et avec la période Nos (« Nous ») du premier tiers du XIXe siècle. Malgré l'interruption du processus, à cause de la guerre d'Espagne et de la dictature franquiste, la culture galicienne s'est à nouveau imposée progressivement depuis les années cinquante jusqu'à nos jours. Avec l'arrivée de l'autonomie en 1981, le galicien est devenu langue officielle avec le castillan en Galice.
Le galicien est enseigné à l'école primaire, et il est langue véhiculaire importante dans l'enseignement secondaire et dans les trois universités du territoire galicien : celle de Saint-Jacques-de-Compostelle (avec un autre campus à Lugo), celle de La Corogne (avec un autre campus à Ferrol) et celle de Vigo (avec deux campus, à Pontevedra et à Ourense).

#### La séparation du galicien et du portugais
Soumise par les rois des Asturies au VIIIe siècle, la Galice fut réunie au royaume de Castille en 1071 après conquête par le roi Sanche II. En 1230, sous le règne de Ferdinand III de Castille, le royaume de Galice s'intégra définitivement à la monarchie de Castille et de León. Auparavant, une partie de la Galice du Sud (le Nord du Portugal actuel) était devenue indépendante, puis le royaume du Portugal se constitua définitivement en 1139.
Dès lors, la frontière politique qui se fixa définitivement entre le Portugal et la Galice produisit peu à peu ses effets sur la langue commune galaïco-portugaise. Cette langue, pourtant née en Galice du Nord, qui s'était implantée au sud lors de la Reconquête contre les Arabes, fut coupée de ses racines galiciennes et subit des influences différentes. Ainsi, alors que le galicien du Nord commençait à être intégré à la couronne de Castille et empruntait massivement au castillan, le galicien du Sud subit l'influence arabe, puis, plus tard, soumis à la dynastie de Bourgogne et à l'influence des moines de Cluny (célèbre abbaye de Bourgogne), il emprunta une partie de son vocabulaire au français. À partir de 1500, le terme portugais remplaça définitivement celui de galego pour désigner la langue parlée par les Portugais, scellant la fragmentation du galego en deux langues.

#### Déclin et renouveau du galicien
Durant tout le XVIe siècle, une dernière période de prospérité économique en Galice entraîna une explosion démographique et un développement artistique et linguistique qui atteindra son point culminant à l'époque baroque. Cependant, l'absolutisme royal, la religion catholique et la culture espagnole officielle, les trois forces majeures qui devaient unir l'Espagne, firent en sorte que le galicien, exclu de tout usage officiel, fut considéré comme une langue pouvant seulement être utilisée dans les communications orales informelles. Il s'ensuivit une longue période sombre appelée les Séculos Escuros (les Siècles sombres), qui ne se terminera qu'avec l'avènement de la démocratie en 1975. La Galice poursuivit son déclin au XIXe siècle et demeura coupée du reste de l'Espagne. Pour diverses raisons, la modernisation rurale n'a pas été possible en Galice, qui sortit du XIXe siècle avec une économie sous-développée et exclusivement agricole, ce qui entraîna une émigration massive vers l'Espagne d'abord, puis à l'extérieur du pays. Entre 1860 et 1936, la plupart des Galiciens émigrants sont partis pour Cuba, l'Argentine, le Brésil et le Venezuela. La Galice prit alors un retard considérable sur le reste de l'Espagne et la langue galicienne resta confinée aux communications orales et perdit tout prestige social.
Sous le régime autoritaire de Francisco Franco (1936-1975), pourtant né en Galice au Ferrol, mais ne maîtrisant pas parfaitement le galicien, l'usage du galicien était interdit à l'école.
Dans les années cinquante, l'émigration galicienne s'est poursuivie vers l'Europe (Royaume-Uni, France, Allemagne, Pays-Bas, Belgique et Suisse]) ainsi que dans les principaux centres industriels de l'Espagne (Catalogne, Communauté autonome du Pays basque et Communauté de Madrid).
Cette saignée de la population a commencé à ralentir au début des années 1970.
Puis, une fois passé le régime de la dictature franquiste (1975), la Galice a pu enfin bénéficier d'un statut d'autonomie où sa condition de nationalité historique a été proclamée en vertu des dispositions de la Constitution espagnole de 1978.
La Communauté autonome de Galice a alors été instituée et le galicien fut reconnu langue officielle avec l'espagnol.
L'utilisation de la langue par la population est en augmentation chez les jeunes depuis ces dernières années, grâce en partie à la politique linguistique dans l'enseignement. Dans les secteurs ruraux, le galicien s'est maintenu depuis toujours et est généralement préféré à l'espagnol. Le galicien est de plus en plus influent dans les centres urbains.
Malgré l'évolution historique en faveur de l'espagnol, une récente étude sur les coutumes idiomatiques de la population galicienne montre que 80 % de cette population pratique toujours le galicien.
Bien que ce soit la langue proportionnellement la plus parlée, le galicien a joui traditionnellement de moins de prestige social que l'espagnol, et bénéficie d'une politique régionale en sa faveur moins forte que le catalan en Catalogne ou l'euskara au Pays basque. De ce fait, le galicien réussit moins bien à s'imposer comme langue normale dans les communications formelles, tant à l'oral qu'à l'écrit. Et pourtant le galicien reste très attaché dans les conversations amicales et dans le milieu intime familial. Dans la rue, les Galiciens s'adressent ou répondent toujours aux étrangers en espagnol (sauf dans le cas des lusophones).
La chaîne de télévision et la radio de la Communauté autonome de Galice utilisent le galicien.
De nombreux Galiciens émigrèrent au Brésil, en Argentine et à Cuba, à tel point que l'on surnomme aujourd'hui galego (« galicien » en français) les personnes blondes et à la couleur claire au Brésil. Encore aujourd'hui, dans la plus grande partie de l'Amérique latine, tous les habitants venant d'Espagne ou vivant dans ces pays sont encore appelés Galiciens, quelles que soient leurs origines régionales.
La Galice possède le statut de communauté autonome depuis le 28 avril 1981.

### La musique galicienne

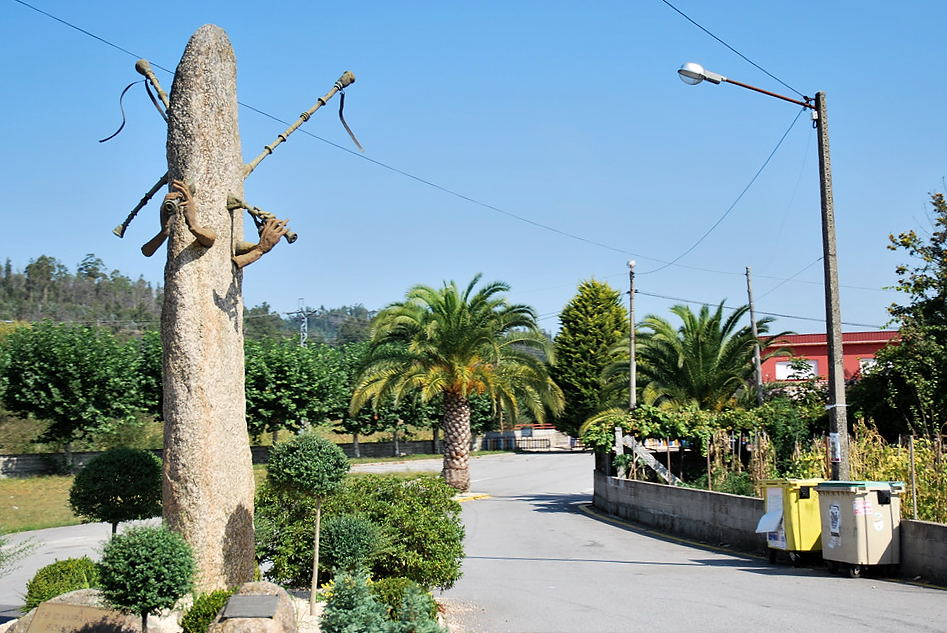
Évocation de la musique en Galice.

L'emploi extensif de la gaita galega (cornemuse galicienne), est le symbole d'un renouveau de la musique galicienne qui utilise, certes, le répertoire traditionnel, mais qui fait aussi de nombreux emprunts au XXe siècle et au XXIe siècle à des pays comme l'Écosse, l'Irlande ou la Bretagne. C'est à travers cette musique nouvelle, entre autres choses, que certains Galiciens cherchent à se renforcer au sein ce que l'on appelle aujourd'hui la communauté des pays celtiques. Ces pays ne regroupent en fait que six nations celtiques, unis par l'existence passée ou présente d'une culture caractérisée par l'emploi d’une langue celtique insulaire, à savoir : l'Irlande, l'Écosse, le Pays de Galles, l'Île de Man, la Cornouailles et la Bretagne, cependant la Galice est conviée à des festivals de musique celtique. En réalité, la musique traditionnelle galicienne s'apparente davantage à celle des pays environnants jusqu'à la Méditerranée, mais le celtisme actuel engendre de nombreux emprunts musicaux à des pays comme la Bretagne ou l'Irlande qui tendent parfois à l'éloigner de ses racines réelles. Il existe pourtant de nombreuses formations musicales qui pratiquent la musique traditionnelle du pays. Sur un plan académique, des musicologues galiciens et italiens étudient le possible « lien génétique » entre la muiñeira galicienne à la tarentelle italienne dont l'origine pourrait être liée aux deux cultures. D'autres recherches mettent en évidence la parenté de certains rythmes et manifestations vocales avec ceux des pays d'Afrique du Nord : « Ce que nous appelons aturuxo en Galice, une vocalisation que pratiquent souvent les femmes en chantant ou en jouant du tambourin ou du pandeiro pendant la danse, rappelle le youyou qui se fait en Afrique du Nord ». Cette constatation corrobore une étude génétique récente qui montre que les habitants du nord ouest de la péninsule ibérique, incluant la Galice, sont ceux qui possèdent le plus d'ascendance nord africaine (11 %).

### L'intimeart romangalicien
La Galice compte le plus grand nombre de bâtiments romans en Espagne, même si une telle richesse patrimoniale n'est pas notoire comme dans d'autres lieux de la péninsule. Seulement un certain retard dans le catalogue de ces monuments a empêché que cette région soit évaluée comme elle le mérite dans un contexte de l'art roman hispanique ; l'histoire et l'évolution de l'art « galicien roman » passe par une série de phases et vicissitudes trop complexes pour les détailler ici.
Tout au long du Moyen Âge s'est développée en Galice une période de construction où prédomina l'art roman, dans les grandes cathédrales comme celle de Saint-Jacques-de-Compostelle, aussi bien que dans les monastères, comme ceux de la Ribeira Sacra, caractérisé par l'importance des monuments, véritables plaques fortes de l'architecture médiévale. Mais l'art roman s'est aussi imposé dans des centaines de paroisses rurales, éparpillées un peu partout dans le territoire, plus particulièrement dans le centre de la Galice.
À la tête du roman galicien on trouve la cathédrale Saint Jacques-de-Compostelle, mais la Galice est riche en cathédrales médiévales, comme Lugo, Ourense, Tui et Mondoñedo. Les zones à l'intérieur, là où les quatre provinces sont presque unies dans un seul point, on retrouve l'une des plus grandes concentrations d'art roman de toute l'Espagne.
Tout le long aussi de la côte atlantique, depuis Pontevedra jusqu'à Lugo, en passant par La Corogne, l'art roman rural est présent, spécialement aussi sur les côtes de Pontevedra et du golfe Ártabro de La Corogne et jusqu'à d'autres zones plus éloignées de la côte ; dans toute la vallée verte ou montagneuse, on avait érigé des centaines de paroisses rurales. Quelques communes ont plusieurs églises romanes, des temples paroissiaux et des ermitages de la plus grande qualité artistique. Elles passent souvent inaperçues au regard d'un public non averti.
La force visuelle de ces bâtiments de granit, presque tous bien conservés sauf par l'action directe de l'homme, est une rendue consubstantielle au territoire galicien.
Une autre caractéristique de cet art galicien est sa conservation dans le temps et la persistance de l'architecture des formes romanes pendant les siècles du bas Moyen Âge. Bien que quelques innovations gothiques aient été utilisées, les couvents et les temples ruraux des siècles XIIIe au XVe, comportent presque tous  de claires réminiscences romanes, spécialement dérivées du monde « mateano » (du maître Mateo) de la cathédrale de saint-Jacques.
L'intime simplicité de cet art s'est pleinement identifié avec l'esprit de recueillement du paysage et de la dévotion galicienne. Dans les hameaux ou lieux-dits, aujourd'hui isolés, des chemins en marge des routes touristiques habituelles conduisent vers ces témoins de tant d'histoire. Pour les visiter, il faut s'adresser sans réticence aux habitants du village qui gardent les clés des chapelles et connaissent plus d'une histoire sur leur passé. Parfois abandonné par l'Église et par l'administration, parfois victime de restaurations sauvages, ce patrimoine garde encore, dans son granit séculaire, la finesse d'un loup, à San Miguel d'Eiré, les signes lapidaires séculaires des tailleurs, ou des jalousies d'inspiration celtique encastrées avec d'autres pierres de taille pré-romanes, dans les murs de l'église de saint Estevo d'Atán. Pierre dans la pierre, le monde galaïco a toujours été dans cette superposition de cultures et de civilisations.

### La faïence de Sargadelos
Le complexe industriel et culturel de Sargadelos  répond à un projet intégral et  moderne d'une grande importance pour la Galice, l'entreprise, dont les origines remontent à deux siècles en arrière, vers la fin du XVIIIe siècle, pour renaître au XXe siècle et contribue ainsi  à la récupération de la mémoire du pays et une utilisation des ressources naturelles de la région, où industrie et dimension artistique sont en relation étroitement liées.
L'initiateur du projet fut l'illustre Galicien-Asturien Antonio Raimundo Ibáñez Llano y Valdés, libéral éclairé, que le peuple et les premiers historiens ont fait marquis de Sargadelos et qui mettra en marche la première sidérurgie intégrale de l'Espagne. Après avoir découvert et identifié des  réservoirs proches du caolín (kaolin), au début du XIXe siècle. Dans ce même complexe va aussi être créée une usine pour la fabrication de faïences qui, entre autres innovations, introduisait dans le panorama ibérique un dessin particulier de décoration mécanique des vaisselles imprimées.
Cependant, au cours de la guerre d'indépendance d'Espagne (1808-1813), guerre napoléonienne, Ibáñez, accusé par ses ennemis d'être un afrancesado, un partisan de Napoléon, a été traîné à terre jusqu'à ce qu'il meure  dans les rues de Ribadeo, où il avait son pazo (« manoir »), face à la passivité de l'armée anglaise retranchée dans la ville. Cet épisode, tragique et injuste a été l'objet de recherches controversées parmi les historiens, et un motif littéraire pour de nombreux écrivains.
Ibáñez assassiné, ses usines ont eu une survie inégale jusqu'à ce qu'elles cessent en 1875, date à laquelle se concrétise la fermeture et s'initie la dégradation du complexe architectonique.
Sargadelos était un endroit important pour entreprendre la récupération de l'histoire de la Galice. Et avec sa restauration, naît d'un projet de 1963 du Laboratoire de Formes de Galice, puis soutenu et associé par l'expérience acquise des Faïences du Castro depuis 1947.
Par conséquent, la convention entre le Laboratoire des Formes, institution conçue en Argentine par Luis Seoane et Issac Diaz Pardo, créateurs artistiques et intellectuels galléguistes exilés, et Faïences du Castro, va mettre en marche les projets qui avaient cristallisé avec un secteur expérimental en 1968, qui aboutira finalement, le 10 mai 1970 par l'inauguration de la nouvelle entreprise de Sargadelos dont les buts étaient de restaurer la mémoire historique cachée par la dictature du général Franco et de créer en même temps une industrie propre.
L'entreprise a situé les installations industrielles hors de l'ancienne enceinte du complexe de Sargadelos, et puis, le Laboratoire de Formes avait demandé en 1972 que cet ensemble soit protégé et déclaré d'Historique-Artistique, protection qui lui fut accordé cette même année.
C'est ainsi que, sous la direction de Diaz Pardo, retourné en Galice, se fonde à nouveau la « Faïencerie de Sargadelos ». Depuis lors, des formes traditionnelles galiciennes et des expériences d'avant-garde internationales se combinent dans une variété infinie de pièces à usage  quotidien  ou décoratif d'une qualité et d'un succès  extraordinaires.
Parallèlement, le Groupe Sargadelos est à l'origine de projets culturels et industriels, devenus fondamentaux dans la Galice actuelle.
Parmi ses initiatives, on peut citer, entre autres, le séminaire de Sargadelos, consacré à la recherche technique, artistique et historique ; à Sada, d'une part, le musée Carlos Maside d'Art galicien contemporain, d'autre part, le complexe Do Castro : faïence, arts graphiques et maison d'édition, ainsi que le Laboratoire géologique de Laxe de la Fondation Parga Pondal ; à Saint-Jacques-de-Compostelle, l'Institut Galicien de l'Information (IGN) et son auditorium et, finalement, partout en Galice et dans d'autres pays en Europe.
Le Patronat royal de Sargadelos, qui protège l'ensemble, a son siège dans la nouvelle reconstruction de la Casa da Administración (Maison de l'Administration).

### L'émigration, une résistance culturelle et politique
L'émigration galicienne remonte au XVIIIe siècle quand commença la diaspora  des travailleurs vers les Amériques. Tout au long de ce siècle, le retard économique, la situation géographique et la politique espagnole ont rendu propice l'exode massif des Galiciens en Amérique, au point que celui-ci a atteint un tiers de la population, un chiffre qui tourne autour des deux millions de personnes. Le nombre d'émigrés originaires de Galice étant tellement important que, dans plusieurs pays américains, il était habituel d'appeler « Gallegos » tous les Espagnols qui s'y installaient.
Avec le temps, ces Galiciens de l'extérieur se sont organisés dans des associations culturelles et des œuvres de bienfaisance, créant de grands comités à La Havane, Buenos Aires, ou Montevideo. Certains parmi les plus fortunés ont financé la préservation et le rayonnement des traditions et de la langue galiciennes dans l'émigration, ainsi que la réalisation d'œuvres philanthropiques dans leur terre d'origine : travaux publics, écoles, centres culturels…
L'Amérique latine ne pouvait plus s'expliquer sans la Galice (le président cubain Fidel Castro ou l'ex-président argentin Raúl Alfonsín sont descendants de Galiciens) mais, en retour la Galice ne peut pas non plus se comprendre sans l'Amérique latine (l'hymne galicien a été composé à Cuba et partout il existe des traces de l'empreinte « indiana» — des émigrants revenus au pays —, par exemple, dans l'architecture ou la botanique).
Au XXe siècle, la préoccupation civique et « galléguiste » de quelques-unes de ces communautés émigrantes conflua avec l'attitude revendicative des exilés arrivés en Amérique après l'éclatement de la guerre civile. Il s'est alors produit à l'extérieur un important foyer de résistance culturelle et politique de la spécificité galicienne, persécutée en Galice par la dictature du général Franco. Pendant cette période, une nouvelle émigration s'est produite, cette fois-ci à destination des pays de l'Europe centrale, où les nouvelles associations émigrantes ont ainsi été créées.
Il n'est pas de famille galicienne qui n'ait connu, en conséquence, l'émigration, soit à travers ses aïeux, soit parmi ses proches.

### La gastronomie

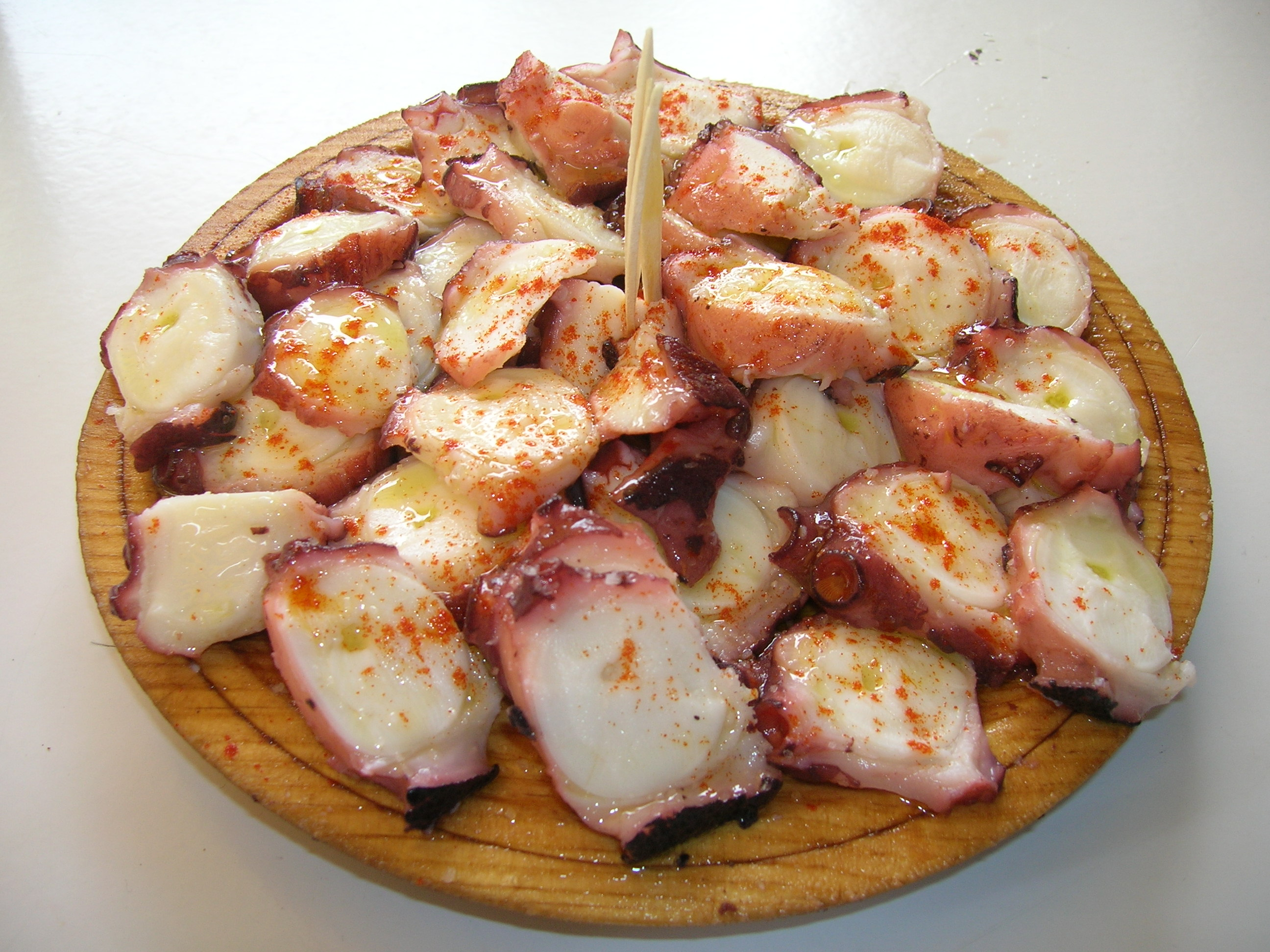
Poulpe.

Les produits de la mer, tels le poisson et les crustacés, sont reconnus pour leur variété et leur qualité dans toute l'Espagne. On peut par exemple y trouver des coques, palourdes, crevettes, langoustines, araignées de mer, couteaux, pouce-pied (percebes), poulpes, etc.
Une autre spécialité galicienne est l'empanada (sorte de tourte) qui est généralement fourrée avec des produits de la mer comme le thon, la bonite, la seiche, mais qui peut aussi être fourrée à la viande de bœuf ou de veau, au poulet...
La tarta de Santiago (« tarte de Saint-Jacques ») est une pâtisserie réalisée pour les pèlerins de passage. Cette tarte, à base d'amandes, est typique de la région de Galice et plus spécialement de Saint-Jacques-de-Compostelle, lieu de pèlerinage.
Quant aux boissons, la Galice est réputée depuis l'époque romaine pour la qualité de ses vins. La région compte 5 denominaciones de origen, l'équivalent français des AOP. Deux cépages blancs sont typiquement galiciens : l'albariño et le godello.

## Personnalités remarquables

### Écrivains et artistes
- Domingo de Andrade, (1639-1712), architecte et sculpteur.
- Fernando de Casas y Novoa, (vers 1680-1749), architecte baroque
- Castelao, Rianxo (1886-1950), écrivain journaliste et dessinateur caricaturiste de la revue Nos.
- Camilo José Cela, écrivain et prix Nobel de littérature
- Ramón María del Valle-Inclán poète
- Rosalía de Castro
- Manuel Curros Enríquez
- Ignacio Ramonet, directeur du Monde diplomatique, né à Redondela
- Ramón Chao, écrivain, journaliste
- Maria Victoria Casares Pérez dite [(Maria CASARES)], tragédienne, comédienne de théâtre et de cinéma, artiste  La Corogne, 1922 - Alloue1996
- Fernando Casado Arambillet, dit Fernando Rey, acteur, La Corogne, 1917 - Madrid, 1994
- Emilia Pardo Bazán
- Gonzalo Torrente Ballester, Ferrol (1910-1999)
- Caroline Otero, dite la belle Otero, Ponte Valga, 1868 - Nice, 1965
- Cristina Pato, musicienne
- Daniel Bellón, musicien
- Anxo Lorenzo, musicien
- Carlos Núñez, musicien
- Susana Seivane, musicienne
- Octavio Vazquez, musicien
- Julio Iglesias, né à Madrid, chanteur.
- Juan Pardo, né à Palma de Majorque, chanteur.
- Vicente Risco, écrivain.
- Manuel Rivas, écrivain, né en 1957 à La Corogne.
- Luz Casal, chanteuse, née en 1958 à Boimorto.
- Rosa Cedrón, chanteuse et violoncelliste.
- Luis Tosar, acteur, producteur, chanteur
- Pepe Rubianes, acteur et directeur, né en 1947 à Vilagarcía de Arousa.
- Laur Antonin Fernandez, violoniste dans le groupe folk Maltavern.
- Daniel Río Rubal, sculpteur
- Montse Fajardo, écrivaine, spécialiste de l'histoire des femmes sous la dictature franquiste

### Politiques
- Castelao, Rianxo (1886-1950), homme politique, profondément galleguiste.
- Santiago CASARES QUIROGA (1884-1950) , avocat et homme d'État sous la Seconde République espagnole
- Francisco Franco, Ferrol (1892-1975), général et chef de l'État (Caudillo de España).
- Pablo Iglesias Posse, Ferrol (1850-1925), fondateur du PSOE – Parti Socialiste ouvrier espagnol – et de l'UGT.
- Concepción Arenal, Ferrol (1820-1893), une des initiatrices du féminisme espagnol.
- José Calvo Sotelo, Tui (1893-1936) était un homme politique espagnol monarchiste de premier plan avant la guerre civile espagnole.
- Raúl Alfonsín, premier président de la Nation argentine [1983-1989].
- Mariano Rajoy, président du Parti populaire depuis 2004, président du gouvernement espagnol du 21 décembre 2011 au 2 juin 2018.
- Manuel Fraga, ancien ministre de Franco, puis l'un des pères de la Constitution espagnole de 1978, président de la Communauté autonome de Galice de 1989 à 2005.
- Emilio Pérez Touriño, socialiste, président de la Communauté autonome de Galice de 2005 à 2009.
- Loly Bolay, présidente du Grand Conseil de la République et canton de Genève 2007.

### Scientifiques
- Ignacio Ribas Marqués, chimiste, professeur à Saint-Jacques-de-Compostelle, titulaire de la médaille Castelao (gl), a donné le nom de villes de Galice à nombre des substances qu'il a découvertes : santiaguina, ourensina, coruñesina, pontevedrina, etc. La junte de Galice a créé un prix Ignacio-Ribas-Marqués.

### Sportifs
- David Cal, champion du monde d'aviron (C1)
- Arsenio Iglesias, joueur et entraîneur de football
- Iván Raña, champion d'Europe et du monde de triathlon
- Fernando Romay, basketteur
- Javier Gomez Noya, vice-champion du monde, champion d'Europe et vainqueur du circuit coupe du monde de triathlon
- Óscar Pereiro, coureur cycliste, vainqueur du Tour de France 2006
- Michel Salgado, footballeur
- Luis Suárez, joueur de football. Ballon d'or (1960)
- Ezequiel Mosquera, coureur cycliste
- Iago Aspas, joueur de football au Celta Vigo
- Borja Iglesias, joueur de football

### Enfants de Galiciens
« Pour les Galiciens, le Finisterre n’a jamais été le bout, mais le début » dixit Raúl Alfonsín, président argentin et fils de Galicien.
L'importante émigration galicienne vers les Amériques, puis l'Europe, oblige à mentionner quelques « fils » célèbres :
- Manu Chao, père galicien (Ramón Chao) et mère basque, né à Paris, chanteur
- José Doval, dit José Garcia, fils de Galiciens, né à Paris, acteur
- Gabriel García Márquez, petit-fils de Galiciens
- Bernardino Rivadavia, premier président argentin 1780-1845, capitaine du « Tercio de Gallegos » dès 1807
- Pedro Benito Cambón, fondateur de San Francisco
- Jorge Lorenzo, pilote, fils de Galicien (originaire du village de Porto do Son)
- Fidel Castro, né à Cuba, fils d'un Galicien originaire du village de Láncara, président de Cuba 1959-2008
- Niki Lauda, petit-fils de Galicien (José Lauda Soto) originaire du village de Loña do Monte
- Raúl Alfonsín, président argentin, fils de Galicien originaire du village de Ribadumia
- Nélida Piñón, fille de Galiciens au Brésil
- Rubén Blades, fils de Galiciens à Panama
- Natalia Oreiro, fille de Galiciens
- Ramón Estévez, dit Martin Sheen, galicien par son père originaire de Parderrubias, et ses fils Charlie Sheen et Emilio Estevez
- Adolfo Pérez Esquivel, prix Nobel de la Paix, né à Buenos Aires, fils de Galicien originaire du village de Combarro
- Fernando Caldeiro, dit Frank Caldeiro, astronaute à la NASA, né à Buenos Aires, petit-fils de Galiciens originaire de Devesela
- Luís Vaz de Camões, le plus grand poète portugais du XVIe siècle (1524-1580), une référence nationale pour les Portugais serait né à Lisbonne en 1524. C’est le fils de Simão Vaz de Camões, gentilhomme de la maison du roi issu d'une famille originaire de Galice.
- Miguel de Cervantes Saavedra, connu notamment pour son ouvrage, Don Quichotte, porte le nom Saavedra d'origine galicienne par sa mère.
- Fernando Torres, footballeur espagnol, galicien par son père.
- Mike Castro de Maria, fils de Galiciens.
- Jerry García, guitariste du groupe américain Grateful Dead, galicien par son père.
- Maria Casarès, tragédienne, comédienne de théâtre et de cinéma, hispano-française, fille de Santiago Casares Quiroga, président de la seconde république espagnole en 1936 et de Gloria PEREZ.
- José Pereira Rodriguez, fils de Galiciens, né à Montevideo, artiste peintre.

## Galerie d'images de la Galice

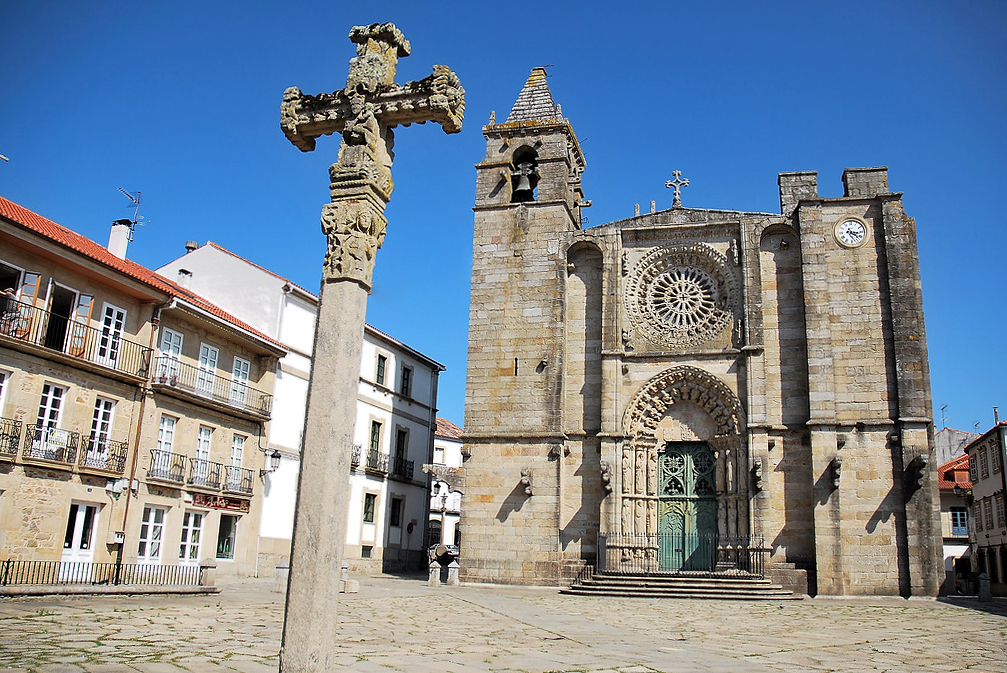
Rias Baixas.
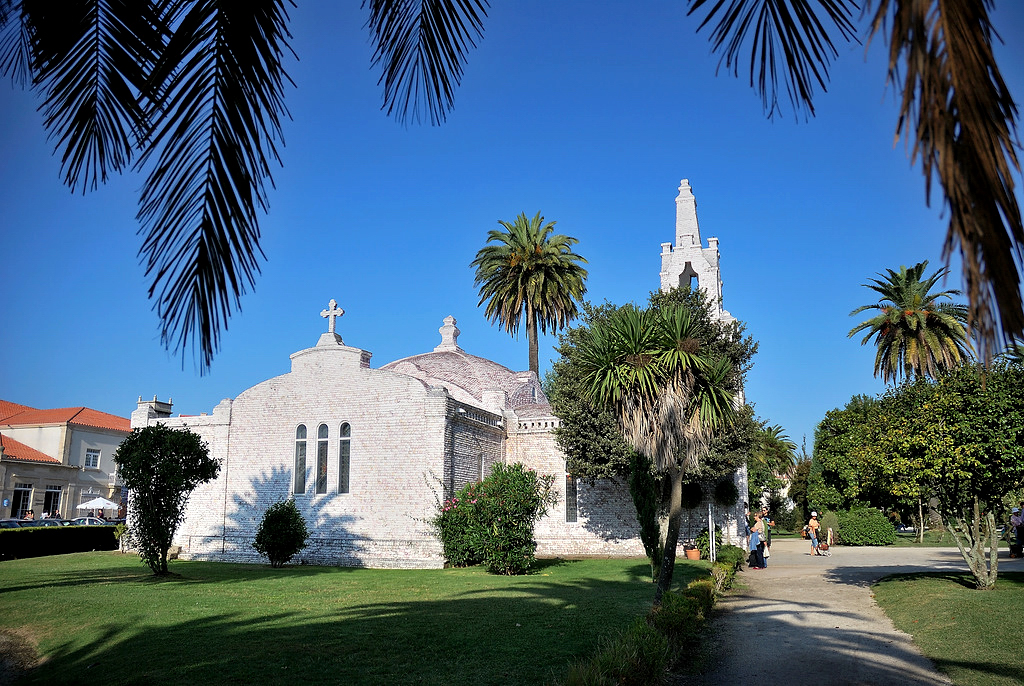
Église de la Toja.
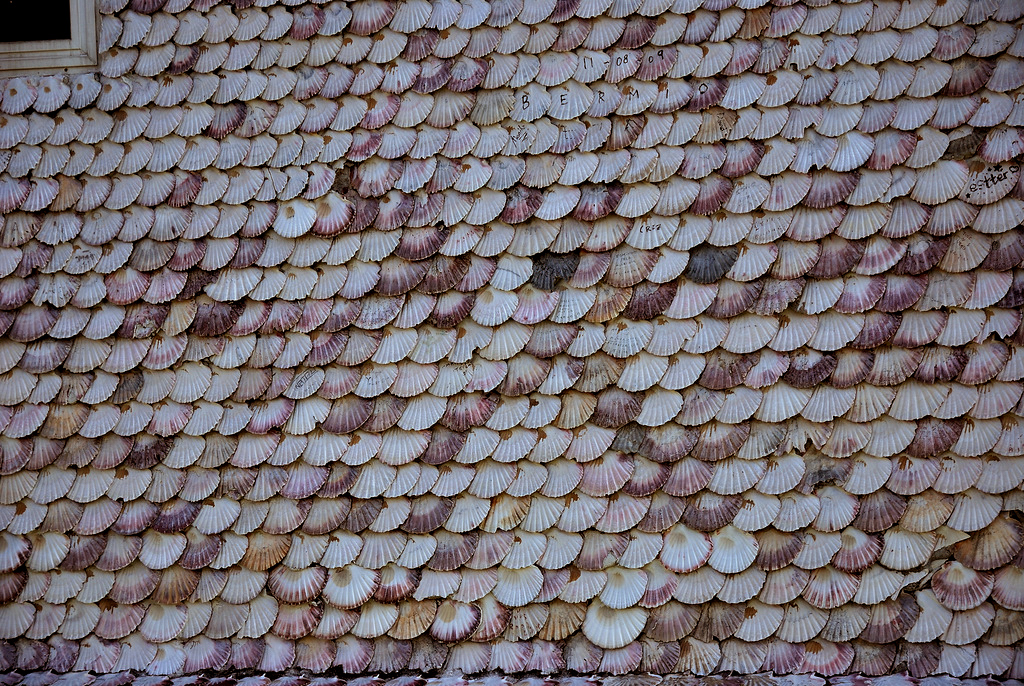
Détail de la couverture du toit de l'église de la Toja.
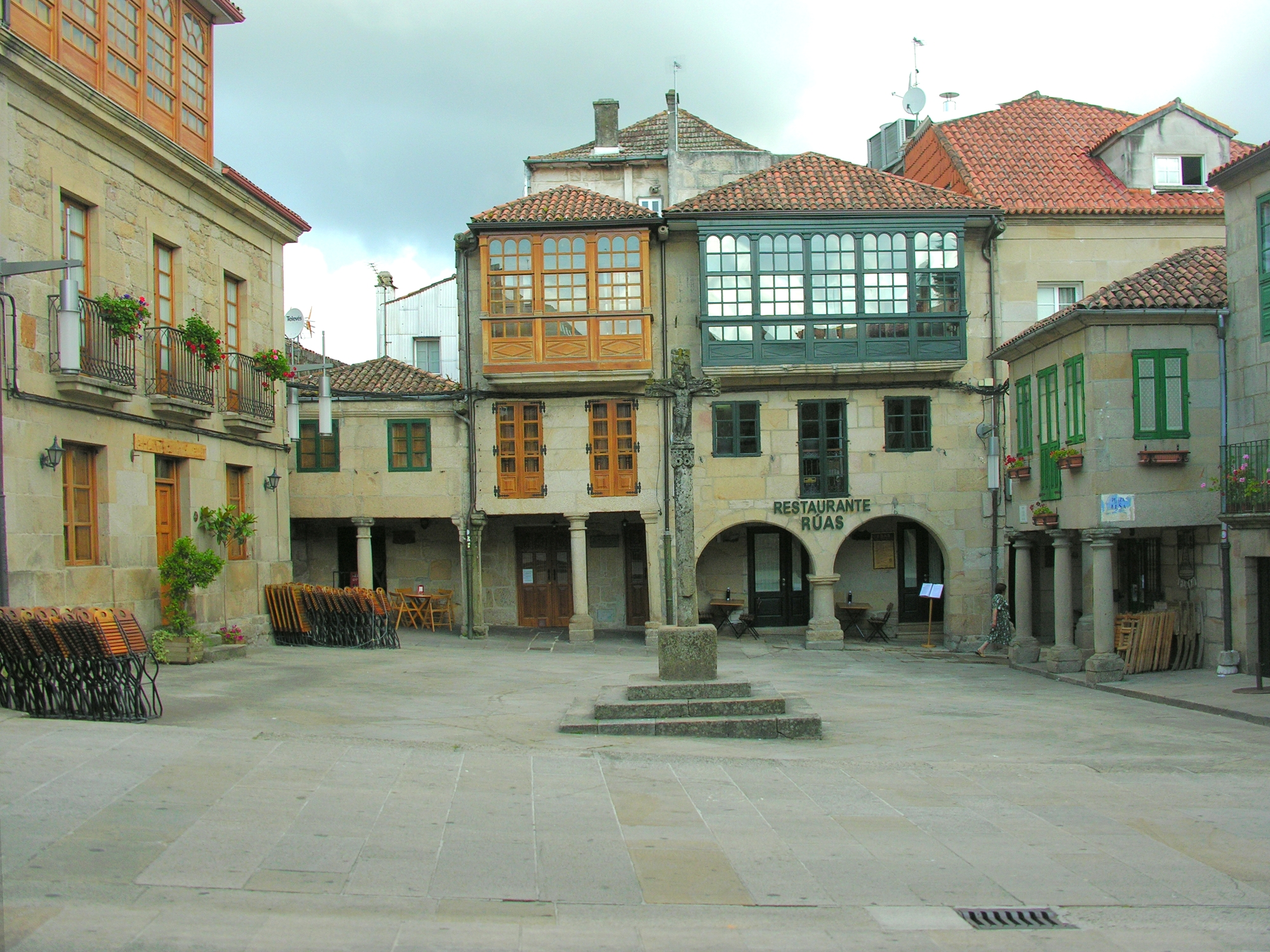
Place médievale du Bois de chauffage à Pontevedra, et son calvaire de granit.
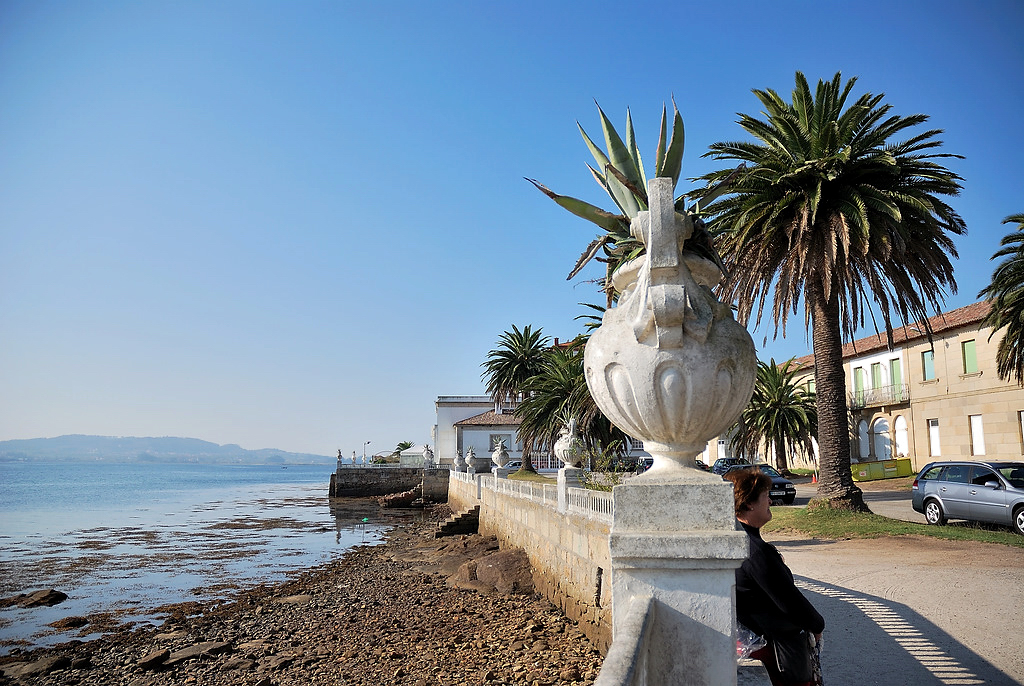
La Toja.
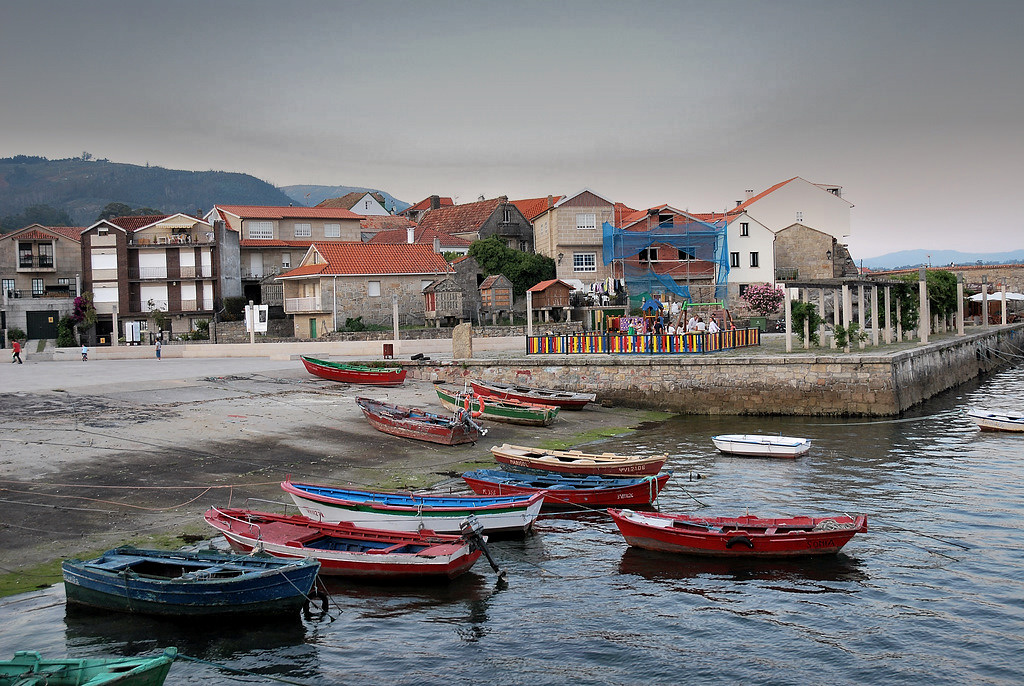
Rias Baixas.
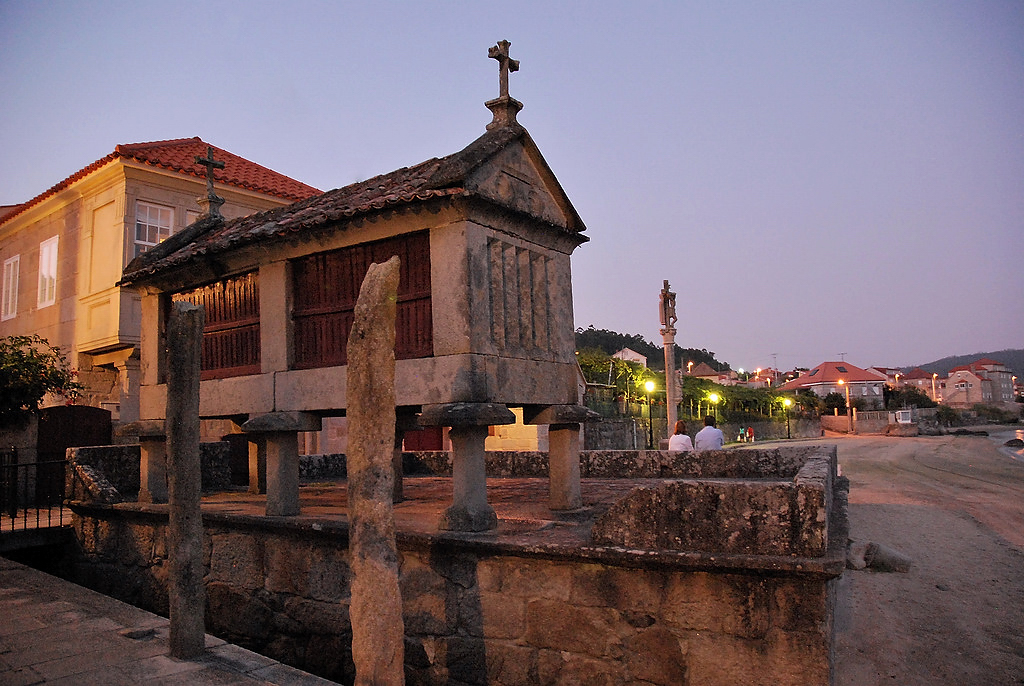
Horreo.
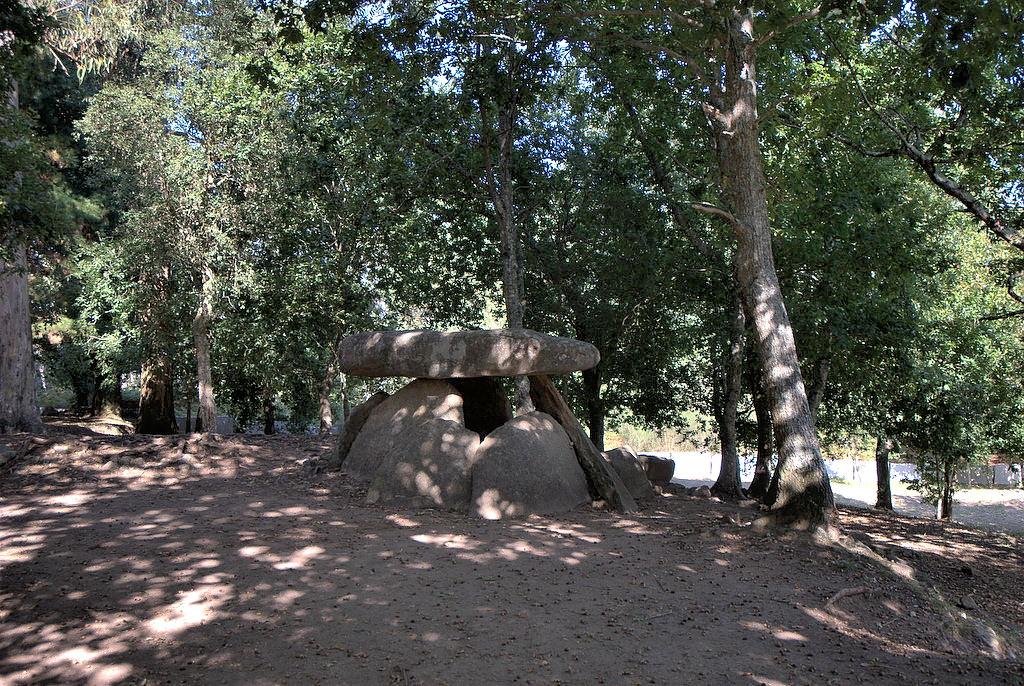
Dolmen de Axeitos.
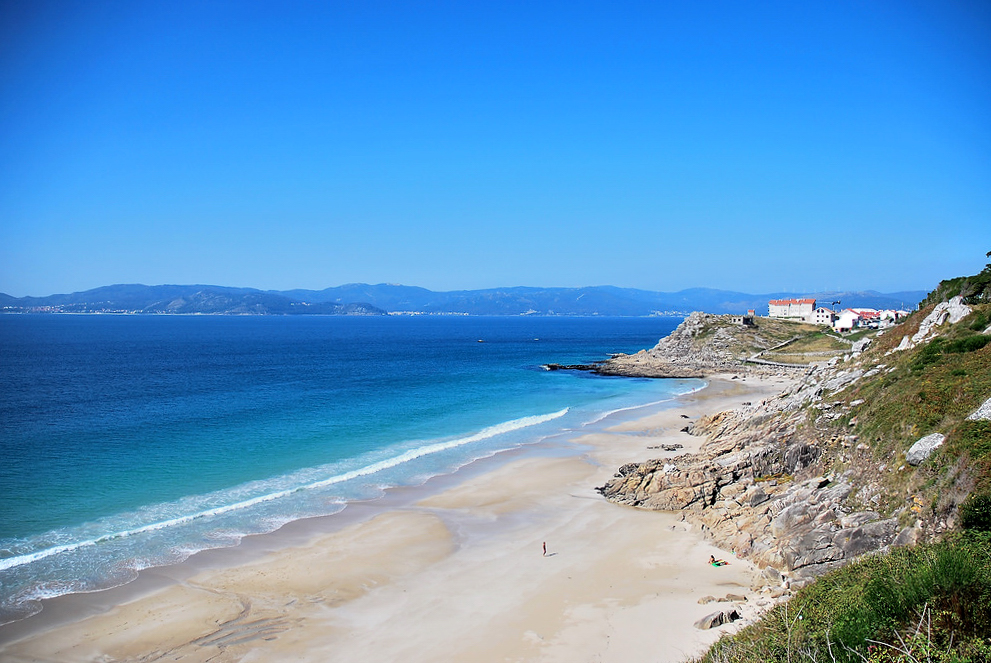
Plage de Galice.
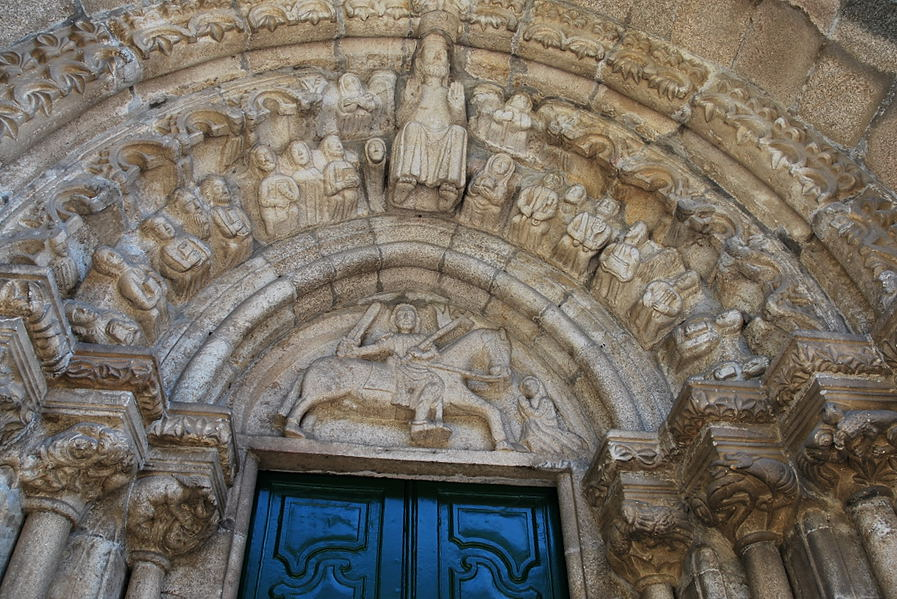
Fronton d'église.
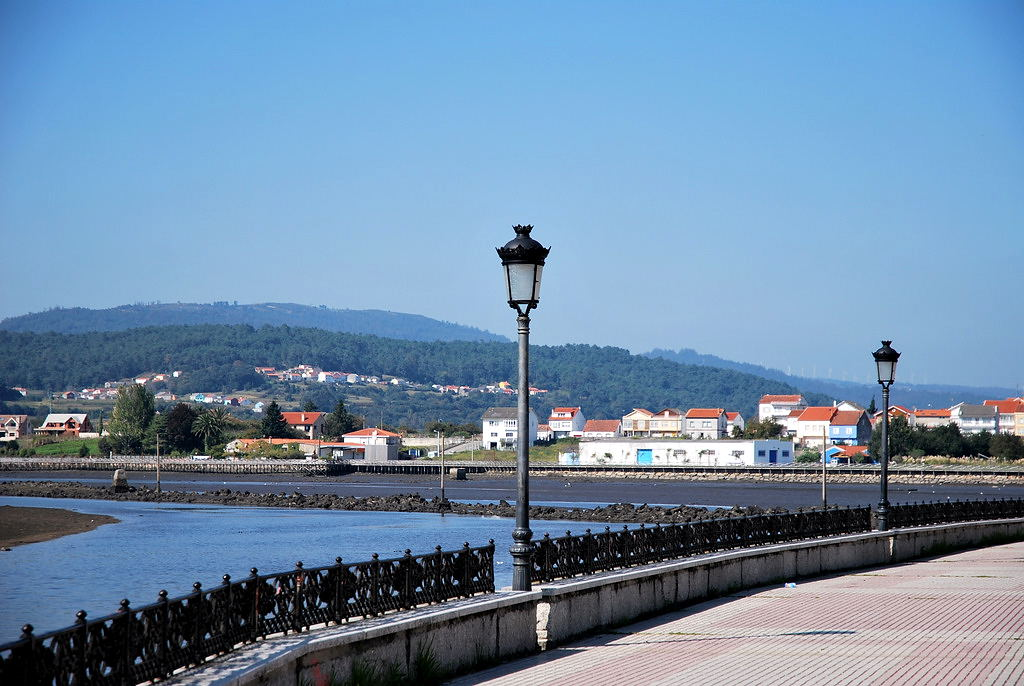
Dans le sud.